# Szovjetunió
A Szovjet Szocialista Köztársaságok Szövetsége (1936-ig: Szocialista Szovjet Köztársaságok Szövetsége), röviden Szovjetunió vagy SZSZKSZ (oroszul: Союз Советских Социалистических Республик, magyaros átírásban: Szojuz Szovjetszkih Szocialisztyicseszkih Reszpublik, rövidítve: Советский Союз [Szovjetszkij Szojuz] vagy СССР, azaz: esz-esz-esz-er, angolul: Union of Soviet Socialist Republics, rövidítve: USSR) államszocialista berendezkedésű szövetségi állam volt Eurázsiában, amely 1922. december 30-ától 1991. december 26-áig állt fönn. Az emberiség történetének egyik legnagyobb területű országa volt: több mint 22 millió km²-es területe a Föld szárazföldjének csaknem egyhatodát fedte le. Nyugaton a külpolitikája miatt néha Szovjet Birodalomnak is nevezték.
A Szovjetunió kettős államszövetség volt: nemcsak a Szovjetunió mint keret volt föderatív, azon belül egyes tagállamok szintén föderációként működtek (fennállása során mindvégig ilyen volt az Oroszországi SZSZSZK, valamint 1936-ig a Kaukázusontúli SZSZSZK; ennek öröksége a mai Oroszország föderatív államszervezete). Minden tagállam saját alkotmánnyal, kormánnyal, igazságszolgáltatással, törvényhozással, hivatalos nyelv(ek)kel és kommunista párttal rendelkezett. Az autonóm területek hatásköre kisebb volt, de egy bizonyos szintig szintén rendelkeztek saját államszervezettel.
Fővárosa és gazdasági, közlekedési, oktatási, valamint politikai központja Moszkva volt. Sokszor pontatlanul Oroszországnak nevezték a birodalom elsődleges politikai és gazdasági hatalmát birtokló orosz nép és legnagyobb tagállama, az Oroszországi SZSZSZK után.
A II. világháború után az USA mellett szuperhatalom lett. Társalapítója volt az ENSZ-nek, valamint az ENSZ Biztonsági Tanácsának vétójoggal rendelkező, állandó tagja lett. Alapító tagja volt továbbá a Varsói Szerződésnek, az Európai Biztonsági és Együttműködési Szervezetnek (OSCE) és a Kölcsönös Gazdasági Segítség Tanácsának (KGST). A világ szocialista államainak elsődleges mintája volt, ahol a kormányt és a politikai szervezeteket egyetlen párt, a Szovjetunió Kommunista Pártja irányította.
A felbomlása után Oroszországot de facto a Szovjetunió utódállamaként ismerték el a nemzetközi jogviszonyokban, és az ENSZ Biztonsági Tanácsában is betöltötte a helyét.

## Földrajz

### Fekvése, határai
22 402 200 km²-es területével a korában a világ legnagyobb területű állama volt, és ezt a pozíciót később Oroszország is megőrizte. A Föld szárazföldi területeinek hatodát lefedte; mérete nagyjából akkora volt, mint az egész észak-amerikai kontinensé.
Nyugati része, amely Európa több mint felét elfoglalta, teljes területének mintegy negyedét adta, és itt összpontosult a szovjet kultúra és gazdaság jelentős hányada. Az ország keleti, nagyobbik fele földrajzilag Ázsiához tartozott; legtávolabb keleten a Csendes-óceánig, míg délen Afganisztánig tartott. Néhány közép-ázsiai térséget leszámítva az ország keleti része meglehetősen ritkán lakott volt.
Kelet–nyugati irányban, több mint 10 000 kilométeren keresztül 11 időzóna érintette, észak–déli irányban a legnagyobb kiterjedése 7200 km volt.
A Szovjetunió rendelkezett a világ leghosszabb határával; ennek nagyjából a kétharmada tengerpart. A szárazföldön 12 országgal volt határos.
A határainak több mint kétharmada tenger volt, így a partvonala akkoriban a világ országai közül a leghosszabb volt. Ugyanakkor a partvonal nagy része az Északi sarkkör felett volt, és az év nagy részében jég borította. Itt északon, a meleg Norvég-áramlat által elért Murmanszk volt a Jeges-tenger melléktengereinek egyetlen egész évben működő kikötője.
A határai 1945 után:
| Égtájak  | Határok |
| -------- | --- |
| nyugaton | Románia (1208 km), Magyarország (103 km), Csehszlovákia (97 km), Lengyelország (1258 km), a Balti-tenger, Finnország (1340 km) és Norvégia (196 km)       |
| északon  | a Barents-tenger, a Kara-tenger, a Laptyev-tenger, a Kelet-szibériai-tenger és a Csukcs-tenger                                                            |
| keleten  | a Bering-tenger, a Csendes-óceán, az Ohotszki-tenger és a Japán-tenger                                                                                    |
| délen    | Észak-Korea (19 km), a Kínai Népköztársaság (6513 km), Mongólia (3485 km), Afganisztán (2264 km), Irán (2013 km), Törökország (529 km) és a Fekete-tenger |

### Természeti tájak
A hatalmas szovjet terület öt természeti tájzónára volt osztható: tundra, tajga, sztyepp, száraz területek és magas hegyvidéki területek.

### Domborzat

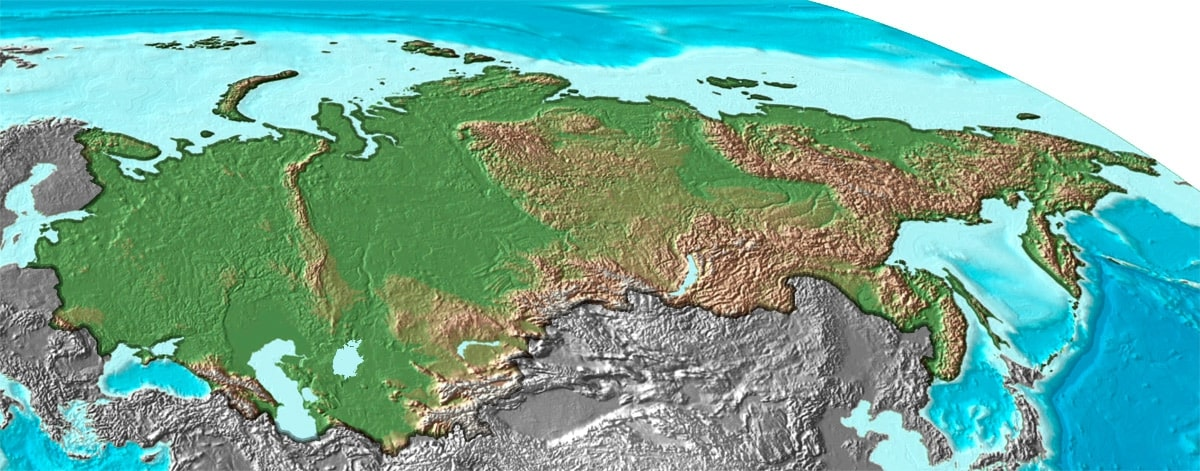
A Szovjetunió domborzati térképe

A Szovjetunió hatalmas területe rendkívül változatos domborzattal rendelkezett, amelyet síkságok, hegységek, fennsíkok, mélyföldek, sivatagos és félsivatagos tájak egyaránt jellemeztek.
Domborzatilag a területének nagy része 
- három óriási síkságon: 
  - Kelet-európai-síkvidék: ez a világ egyik legnagyobb síksága, amely az ország európai részének jelentős részét lefedte.
  - Nyugat-szibériai-alföld: a világ egyik legnagyobb alföldje, amelyet mocsarak és folyók hálóznak be.
  - Turáni-alföld: Közép-Ázsiában elhelyezkedő sivatagos és félsivatagos terület, ahol az Amu-darja és a Szir-darja folyók találhatók.
- két fennsíkon: 
  - Közép-szibériai-fennsík: magas, erdős és hideg terület Szibériában
  - Kazak-hátság: Közép-Ázsiában található hullámos, száraz vidék
- valamint az ország északkeleti részén és déli részén található hegyvidéki területeken feküdt.

Bár a Szovjetunió nagy része síkság volt, több jelentős hegység is megtalálható volt területén. A 2500 km hosszú Urál-hegység Európát és Ázsiát választotta el, mely közepes magasságú, ásványkincsekben gazdag terület. A Kaukázusban található Európa legmagasabb csúcsa az Elbrusz (5642 m). Szibéria és Mongólia határán fekvő hegység az Altáji-hegység, amely természeti szépségeiről és gleccsereiről híres. Sziklás és vulkanikus hegységek a Távol-Keleten, például a Kamcsatkai-félsziget vulkanikus hegyei, ahol aktív vulkánok is találhatók. A Tien-San Közép-Ázsiában fekvő magashegység, melynek a legmagasabb pontja a kirgiz-kínai határon fekvő 7439 méter magas Győzelem-csúcs.
Legmagasabb pontja 7495 méteres magasságával a Kommunizmus-csúcs volt (napjainkban: Iszmoilí Szomoní-csúcs), ami Tádzsikisztán területén található a Pamír-hegységben.

### Vízrajz

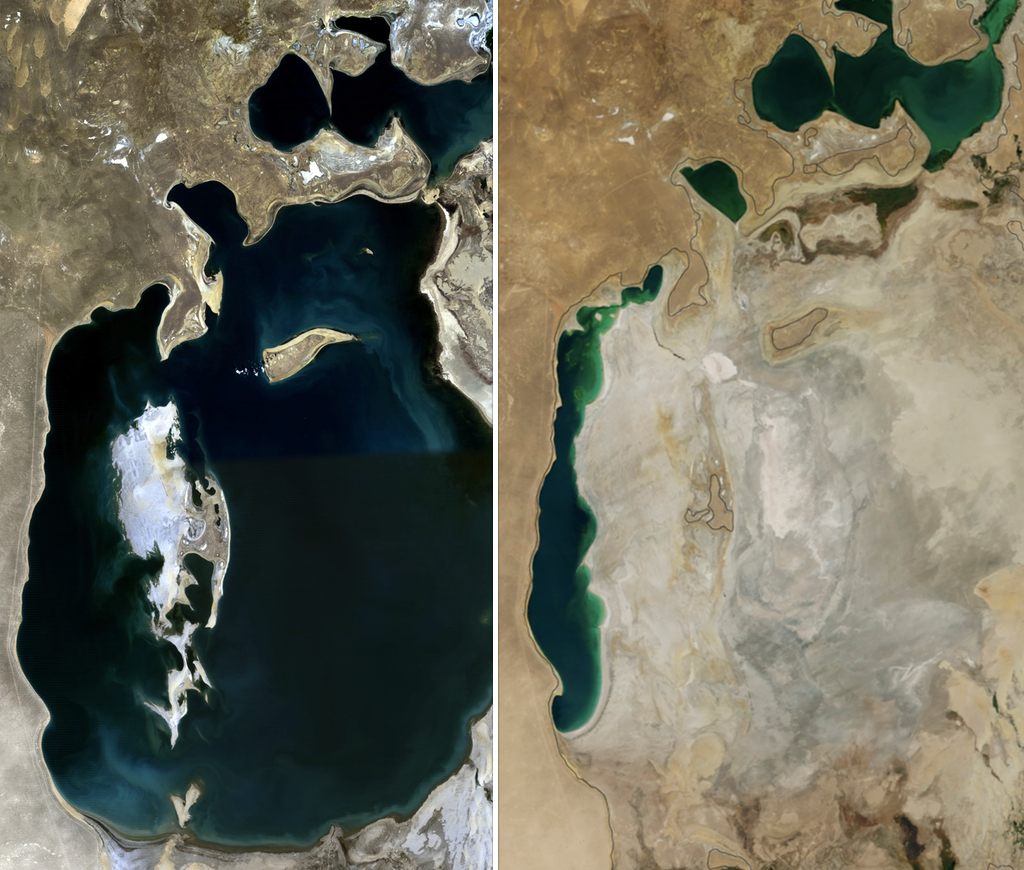
Az Aral-tó területe műholdfelvételen 1989-ben és 2014-ben

A Szovjetunió területén számos nagy folyó volt, amelyek közül több a világ leghosszabb és legbővizűbb folyói közé tartozik. A legjelentősebb folyók közé tartozott a Volga (leghosszabb európai folyó), a Dnyeper, a Don és a Nyeman. Szibériában és a távol-keleten találhatók a hatalmas és hosszan tartó jegesedési időszakokkal jellemzett folyók, például a Jenyiszej, az Ob, a Léna, valamint az Amur a kínai határ közelében. Közép-Ázsiában olyan folyók, mint az Amu-darja és a Szir-darja, amelyeket az öntözés intenzíven hasznosított, de ez hozzájárult az Aral-tó kiszáradásához, amely egykor a világ egyik legnagyobb tava volt. 
Leghosszabb folyója az Ob volt az Irtissel együtt (5410 km). A szibériai folyók sajátossága, hogy tavasszal délről észak felé olvadnak ki, ami gyakran áradást okoz. A sarkvidéki területeken permafroszt (állandóan fagyos talaj) befolyásolta a vízáramlást, mivel a csapadék kevésbé tudott beszivárogni.
A Szovjetunió rendelkezett a világ legnagyobb méretű tavával is: Kaszpi-tenger (Iránnal megosztva). A Bajkál-tó ugyanakkor a világ legmélyebb édes vizű tavának minősül. A Ladoga-tó és az Onyega-tó Európa legnagyobb tavai az ország északnyugati részén szintén a legjelentősebb tavak közé tartoztak.

### Éghajlat
Az ország éghajlata rendkívül változatos volt, mivel hatalmas területen, több éghajlati övezetben terült el. Az északi területeket sarkvidéki és szubarktikus éghajlat jellemezte. A telek rendkívül hidegek (–30°C és –50°C között) és hosszúak, míg a nyarak rövidek és hűvösek voltak és kevés csapadék volt a jellemző. A Jeges-tenger partvidéke, Novaja Zemlja, Tajmir-félsziget és Szibéria északi része tartozott ide. A Szovjetunió legnagyobb területét a kontinentális éghajlat fedte le nagyon hideg telekkel (–20 és –40 között) és meleg vagy forró nyarakkal (25–35°C). Ezeken a területeken nagy volt az éves hőingás és kevés a csapadék, főleg nyáron. Ide tartozott Oroszország keleti és középső része, valamint Nyugat- és Közép-Szibéria. Az ország európai részének jelentős része (Fehéroroszország, Ukrajna, Baltikum, Nyugat-Oroszország) a mérsékelt éghajlatú volt. Enyhébb telek (–5°C és –15°C között) és csapadékosabb, mérsékelten meleg nyarak (20–25°C) jellemezték. Az Atlanti-óceán felől érkező nedves légtömeg hatása érezhető volt. A Kaszpi-tenger környéke, Közép-Ázsia és Dél-Szibéria a száraz sztyepp és félsivatagi éghajlat övezetbe tartoztak. A forró nyarakat (35–40°C), hideg telek (–10°C és –20°C között) váltották, mely nagyon kevés csapadékkal (200–400 mm/év) párosult. A Fekete-tenger partvidékén, különösen Grúziában és a Kaukázusban szubtrópusi éghajlat volt a jellemző enyhe telekkel (5–10°C) és meleg, csapadékos nyarakkal (25–30°C). A tenger közelsége miatt magas volt az éves csapadékmennyiség.

## Története

### Létrejötte, elismerése

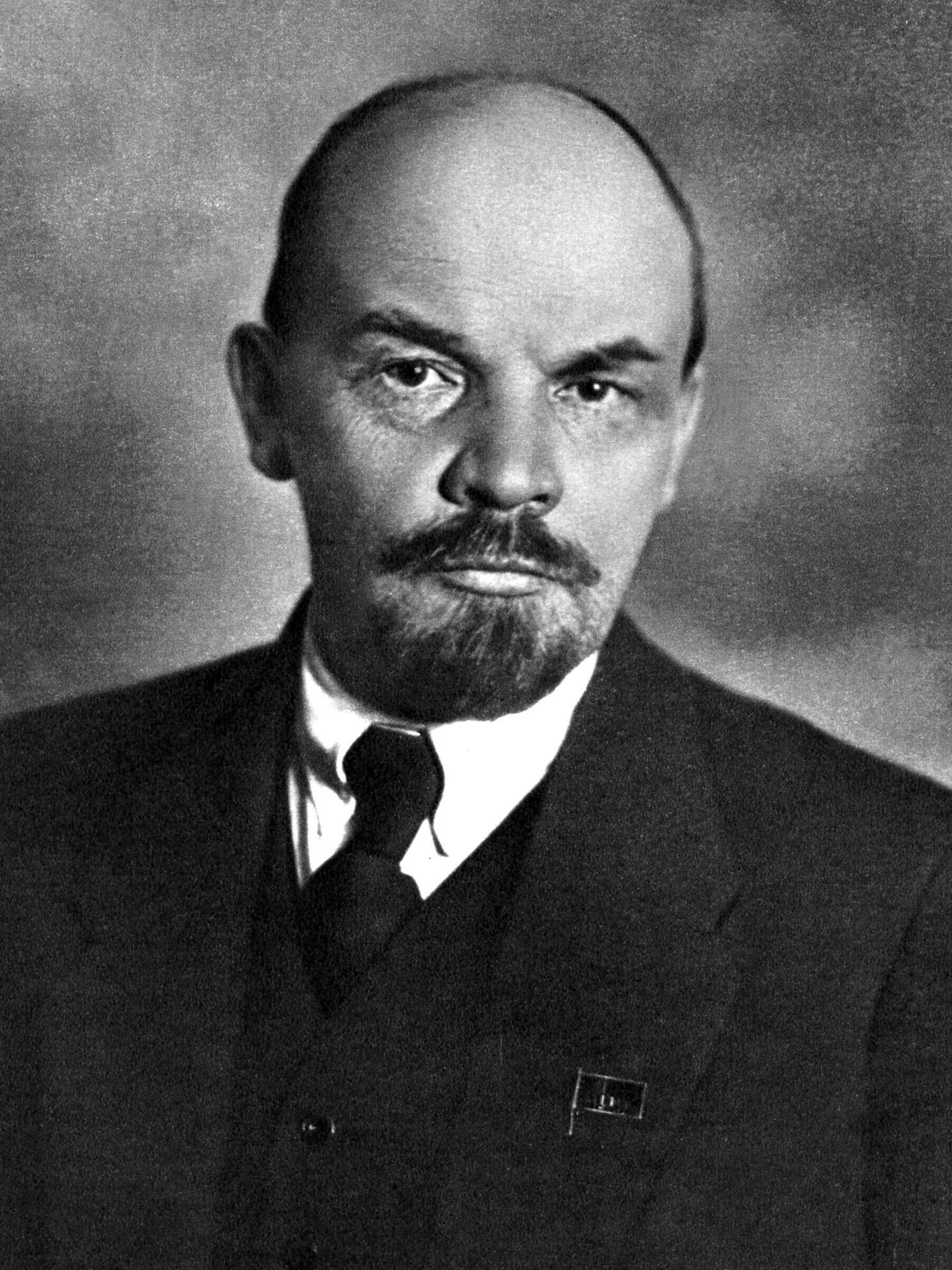
Lenin

A Szovjetuniót hagyományosan az Orosz Birodalom utódaként tartják számon. Az utolsó orosz cár, II. Miklós 1917 márciusáig uralkodott, majd a következő évben családjával együtt kivégezték. Az októberi forradalomban a bolsevíkok (kommunisták) hatalomra kerültek és Vlagyimir Lenin vezetésével elkezdték kiépíteni a szocialista államot. A bolsevík Vörös Hadsereg harcolt a fehérgárdák (ellenforradalmárok) és más csoportok ellen, majd azt követően konszolidálták a hatalmat. A Szovjetuniót 1922 december 30-án alapították meg a bolsevik pártok uralma alatt levő Oroszországi SZSZSZK, Belorusz SZSZK, Ukrán SZSZK és a Kaukázusontúli SZSZSZK uniójaként. Az új államnak Lenin volt az első vezetője. A politikai és gazdasági rendszer a kommunizmus elveire épült. A Szovjetunió első évtizede a polgárháború utáni helyreállítás, a gazdasági kísérletek és a politikai harcok időszaka volt. 1921-ben Lenin bevezette a NEP-et (Új gazdaságpolitika), amely vegyítette a szocialista és a kapitalista elemeket. Ez lehetővé tette a magánkereskedelmet és a paraszti termelést, hogy helyreállítsák a háború után összeomlott gazdaságot. A NEP sikeres volt a mezőgazdaság és a kereskedelem fellendítésében. Az ipar állami ellenőrzés alatt maradt, de a nagy ipari fejlesztések ekkor még nem kezdődtek el. 
A weimari Németország 1922. április 16-án kötötte meg az új országgal a rapallói egyezményt: ebben lemondtak a háborús jóvátételi követelésekről, továbbá megállapodtak a diplomáciai és kereskedelmi kapcsolatok helyreállításáról.
Nagy-Britannia, Olaszország, Ausztria és Franciaország 1924-ben ismerte el az uniót.
Abban az évben Magyarország is kötött megállapodásokat, ezeket azonban – feltehetően az októberi brit választásokon hatalomra került konzervatívok hatására – nem ratifikálták.
Az elismerés második hulláma 1934-ben folytatódott: Magyarország (február 4.), Románia, Csehszlovákia (június), majd ezt követően Bulgária.

### Sztálin korszaka (1924–1953)

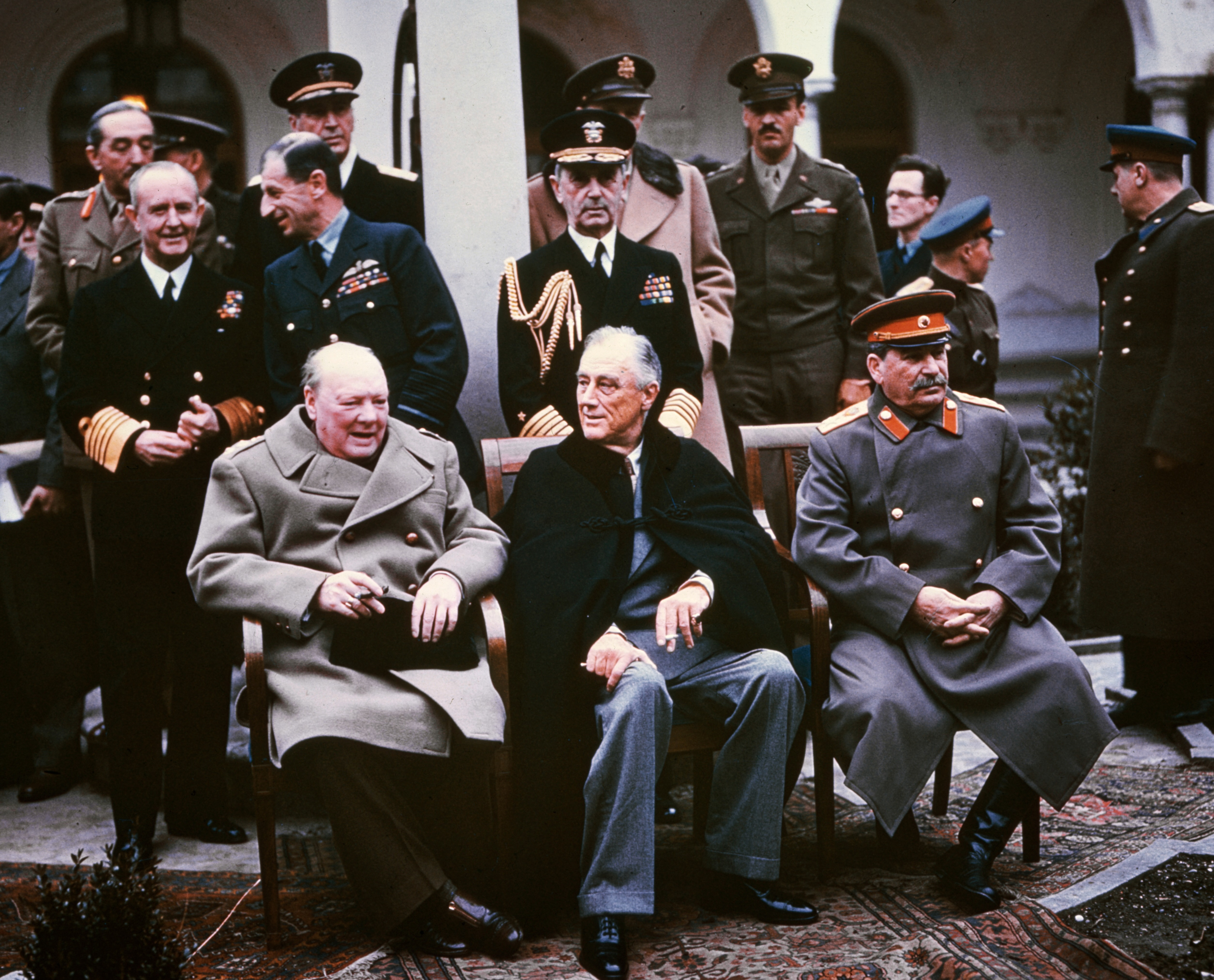
A jaltai konferencia résztvevői: Winston Churchill, Franklin D. Roosevelt és Joszif Sztálin

Lenin halálát követően Joszif Sztálin lett a Szovjetunió vezetője, aki autoriter uralmat vezetett be. Kezdetben Trockijjal, Zinovjevvel és Kamenyevvel szemben harcolt a hatalomért, de sikeresen elszigetelete ellenfeleit és megszilárdította pozícióját. Legnagyobb riválisa Trockij volt, aki a világforradalom elméletét támogatta, míg Sztálin a "szocializmus egy országban" politikáját képviselte. Sztálin köré 1927-re személyi kultusz épült ki, vezetőként szinte isteni státuszba emelkedett, Trockijt pedig száműzték. Ebben az időszakban zajlott le a mezőgazdaság erőszakos kollektivizálása, amely sok millió ember halálához vezetett az éhinségek miatt, ezek közül a legismertebb az ukrajnai holodomor. A kollektivizálás során a földeket elvették a parasztoktól és kolhozokat (kollektív gazdaság) hoztak létre. Ezzel egyidőben, az első ötéves terv (1928–1933) során beindult a nehézipar gyors fejlesztése is, amely ugyan gazdasági eredményeket hozott, de szintén óriási emberveszteséggel járt és a lakosság életszínvonala romlott. Sztálin uralma alatt milliókat hurcoltak el a gulag táborokba és sokakat kivégeztek a nagy tisztogatás során, sok esetben koholt vádak alapján. Az NKVD Sztálin uralma alatt minden szinten fenntartotta a terror légkörét. 1939-ben a Szovjetunió megnemtámadási egyezményt (Molotov–Ribbentrop-paktum) kötött Németországgal, amelynek részeként a szovjetek elfoglalták Kelet-Lengyelországot, a balti államokat és Besszarábiát. Az egyezmény ellenére 1941-ben Adolf Hitler megtámadta a Szovjetuniót (Barbarossa hadművelet). Az esemény a Nagy Honvédő Háború nevet kapta és a Szovjetunió négy évvel később, 1945-ben döntő szerepet játszott a náci Németország legyőzésében.

### A hidegháború időszaka (1945–1991)

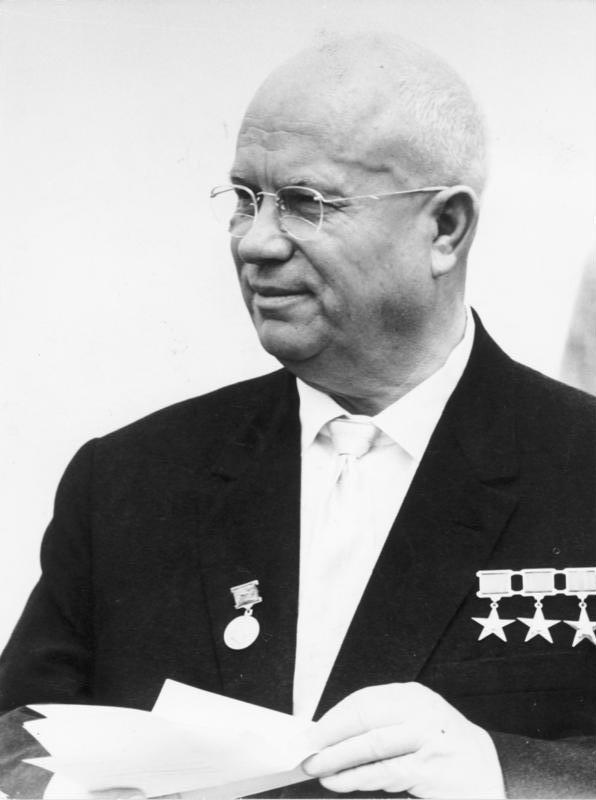
Nyikita Hruscsov 1963-ban

A második világháborút követően szuperhatalommá vált és kezdetét vette az Egyesült Államokkal vívott hidegháború. A kelet-európai országokban kommunista rendszereket hoztak létre és megalakult a keleti blokk. 1949-ben a közép- és kelet-európai szocialista országok gazdasági együttműködési szervezeteként létrejött a KGST (Kölcsönös Gazdasági Segítség Tanácsa). 1953-ban Sztálin meghalt és Nyikita Hruscsov került a párt és az állam élére. 1955-ben a Szovjetunió javaslatára megkötötték a Varsói Szerződést, amely a szovjet érdekszférába tartozó országok katonai és védelmi szervezete volt. A Szovjetunió eleinte meghatározó sikereket ért el az Egyesült Államokkal folytatott űrversenyben. Az első műholdat (Szputnyik–1, 1957) és az első embert (Jurij Gagarin, 1961) is a szovjetek juttatták a világűrbe. Hruscsov desztalinizációt hírdetett, de politikája ellentmondásos volt. Az 1956-os XX. pártkongresszuson híres beszédében bírálta Sztálin személyi kultuszát és elnyomó politikáját. A személyi kultuszt megszüntette és több politikai foglyot szabadon engedtek a gulag-táborokból. A sajtó és a kultúra nagyobb szabadságot kapott, bár továbbra is állami ellenőrzés alatt maradt. Hruscsov megpróbálta átalakítani a gazdaságot, hogy hatékonyabb legyen de az intézkedések sok helyen kaotikus következményekkel jártak. A kukorica-kampány és az Új Földek program célja a mezőgazdasági termelés növelése volt, de ezek gyakran kudarcba fulladtak. 1956-ban Hruscsov határozottan lépett fel és a Szovjetunió leverte a magyar forradalmat, megerősítve ezzel a szovjet blokk feletti ellenőrzést. A kubai rakétaválság során a világ közel került a nukleáris háborúhoz. Bár a válságot békés úton megoldották, de Hruscsov pozíciója meggyengült. Reformjai és külpolitikai hibái miatt sok politikai ellenfelet szerzett magának. A Szovjetunió Kommunista Pártja puccsal távolította el a hatalomból, az utódja Leonyid Brezsnyev lett.

Brezsnyev kezdetben a kollektív vezetést hangsúlyozta, de fokozatosan személyi hatalmát növelte. Visszafogta Hruscsov reformjait és Sztálin bizonyos elemeit újraértelmezte, bár személyi kultuszát nem állította helyre. A kultúra és a tudomány szigorú ideológiai ellenőrzés alatt állt, de a cenzúra enyhébb volt, mint Sztálin idején. A rendszerellenes gondolkodókat és értelmiségieket (például: Alekszandr Szolzsenyicin) elhallgattatták vagy száműzték. A gazdaság ugyan rövid távon növekedett, de a hosszú távú fejlődés lelassult. A nehézipar fejlesztése mellett elhanyagolták a könnyűipart és a fogyasztási cikkek gyártását, a technológiai fejlesztések pedig elmaradtak a Nyugattól. A lakosság életszínvonala ugyan lassan javult, de a gazdaság egyre kevésbé tudott megfelelni az emberek igényeinek, miközben az államapparátus korrupciója és bürokráciája elburjánzott. A Brezsnyev-doktrína értelmében Brezsnyev kijelentette, hogy a Szovjetunió fenntartja a jogot a kommunizmus védelmére bármelyik szocialista országban. Alkalmazása az 1968-as prágai tavasz intervenciója során csúcsosodott ki, amikor a csehszlovák reformkísérletet a Varsói Szerződés csapatai leverték. Brezsnyev tovább fokozta a nukleáris és hagyományos fegyverek gyártását, ami hatalmas terhet rótt a szovjet gazdaságra. A hidegháború során az 1970-es években a Nyugattal (különösen az USA-val) való kapcsolatok enyhültek. Aláírták a SALT megállapodásokat. 1979-től kezdve a Szovjetunió katonai erővel támogatta az afganisztáni kommunista vezetést, de a konfliktus elhúzódása az olajválság gazdasági hatásaival együtt politikai hanyatlást is okozott. Brezsnyev 1982-ben, 18 évnyi uralkodás után halt meg. 

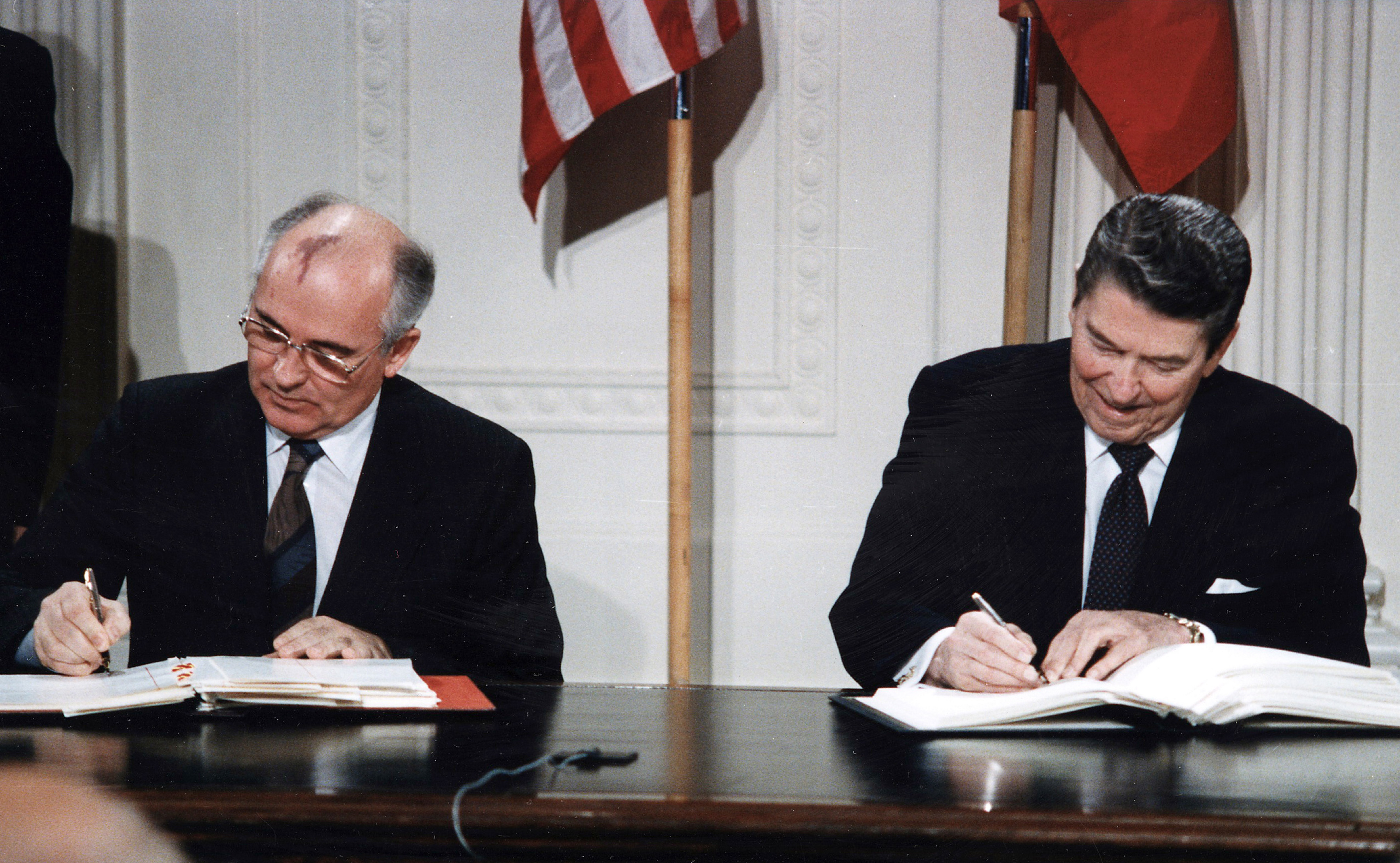
Mihail Gorbacsov és Ronald Reagan aláírja az INF-szerződést 1987-ben

Utódai Jurij Andropov és Konsztantyin Csernyenko csak rövid ideig vezették az országot. Brezsnyev korszaka a Szovjetunió belső gyengeségeinek és elmaradottságának felhalmozódásához vezetett. 1985-ben az ambiciózus Mihail Gorbacsov került a párt élére, aki a fiatalabb generáció tagjaként az idősebb, konzervatív vezetők után innovatív szemléletet hozott. A Szovjetunió utolsó vezetőjeként reformokat indított (glasznoszty-peresztrojka), de ezek már nem tudták megmenteni az eszkalálódó technológiai lemaradás és a Csernobili atomerőmű-baleset nyomán gyorsabban erodálodó rendszert. Célja a szovjet gazdaság hatékonyságának növelése volt a piacgazdaság elemeinek bevezetésével. A reformok azonban lassan haladtak és az életszínvonal tovább romlott. Tárgyalásokat folytatott az USA-val, különösen Ronald Reagannel. A fegyverkezési versenyt csökkentették és 1987-ben megkötötték az INF-szerződést. Próbálkozások indultak több párt bevonására a politikai rendszerbe és az 1989-es választásokon már részben szabad választásokat tartottak. Időközben a kelet európai országok 1989-ben sorra megszabadultak a kommunista berendezkedéstől és a Szovjetunió már nem avatkozott be. A balti államok és más tagköztársaságok függetlenségi mozgalmai is felerősödtek. A konzervatív, keményvonalas kommunista vezetők puccskísérletet hajtottak végre Gorbacsovval szemben, de ez megbukott és csak idő kérdése volt az államalakulat szétesése.

### Felbomlása
A Szovjetuniót merev ideológiája és idővel egyre korszerűtlenebb gazdasága az idő előrehaladtával számos politikai és gazdasági nehézségnek tette ki, melyek erodáló hatására előbb bizonyos reformkísérletekbe kényszerült, majd fenntarthatatlan mivolta miatt a nyolcvanas évek végére összeroppant, és szuperhatalmi státuszát feladva 15 független államra esett szét, melyek többnyire Kelet-Európában és Közép-Ázsiában találhatók.

## Politika
A Szovjetunióban három hatalmi hierarchia volt:
- a Szovjetunió Legfelsőbb Tanácsa által képviselt törvényhozó testület,
- a Minisztertanács által képviselt kormány,
- a Szovjetunió Kommunista Pártja (SZKP), az egyetlen legális párt és a végső politikai döntéshozó az országban.

A kormány igazgatta az ország gazdaságát és társadalmát. A fontosabb kérdésekről a vezető politikai szervezet, a Szovjetunió Kommunista Pártja (SZKP) döntött.
A Szovjetunió pártállam volt, amelyet az SZKP irányított. Az állam magát antiimperialistának és népi demokráciának vallotta – ennek ellenére Nyugaton a hidegháborús külpolitikája miatt imperialistaként jellemezték.

## Szuperhatalom
1945-től 1991-es felbomlásáig az Amerikai Egyesült Államokkal együtt szuperhatalom volt. A világ második legnagyobb gazdaságaként komoly befolyást gyakorolt a világ számos országára.

A pirossal jelölt államok nyíltan együttműködtek a Szovjetunióval, míg a „szocialista fejlődési útra” lépőket narancssárgával emeltük ki.
A szövetségesei közül nem mindegyik maradt a befolyási övezetében a SZU összeomlásáig

Négy kulcsfontosságú tényező, amely lehetővé tette, hogy a második világháború után szuperhatalommá váljon:
1. A Vörös Hadsereg a II. világháború végén számos kelet-európai országot „felszabadított”, de meg is szállta ezeket az országokat. 1949-re kialakult a keleti blokk, amely „szovjet befolyási övezetként” jött létre.
2. A gazdaság: 1952-re a teljes ipari termelés duplája volt az 1940-esnek. A gazdasága háborúra készült, ami az országot erőssé is tette. Az ipari termelés meghaladta a kitűzött célokat.
3. Az atomfegyver kifejlesztése katonailag erősítette meg. A kiterjedt kémhálózat miatt a fizikusokat az amerikai és brit atomtitkok is segítették.
4. A politika: 1946-ra a második világháborús Nagy Szövetség felbomlott, és Kelet-Európa a szocializmus zászlaja alatt szövetkezett a Szovjetunióval.

Továbbá:
- aktívan beavatkozott a nemzetközi konfliktusokba (kínai polgárháború, koreai háború, vietnámi háború, a magyar felkelés leverése, a csapatainak bevonulása Csehszlovákiába, az afgán háború)
- katonai és gazdasági támogatást nyújtott a szövetségeseinek szerte a világon (Vietnám, Angola, Etiópia, Egyiptom, Kuba),
- a fegyveres erőit más országokba is telepítette (szovjet csapatok az NDK-ban, Lengyelországban, Csehszlovákiában, Magyarországon, Mongóliában),
- a legnagyobb nukleáris fegyverkészlettel rendelkezett,
- az óceánok különböző részein állomásozott a flottája,
- prioritást élvezett az űrkutatásban.

## Népesség

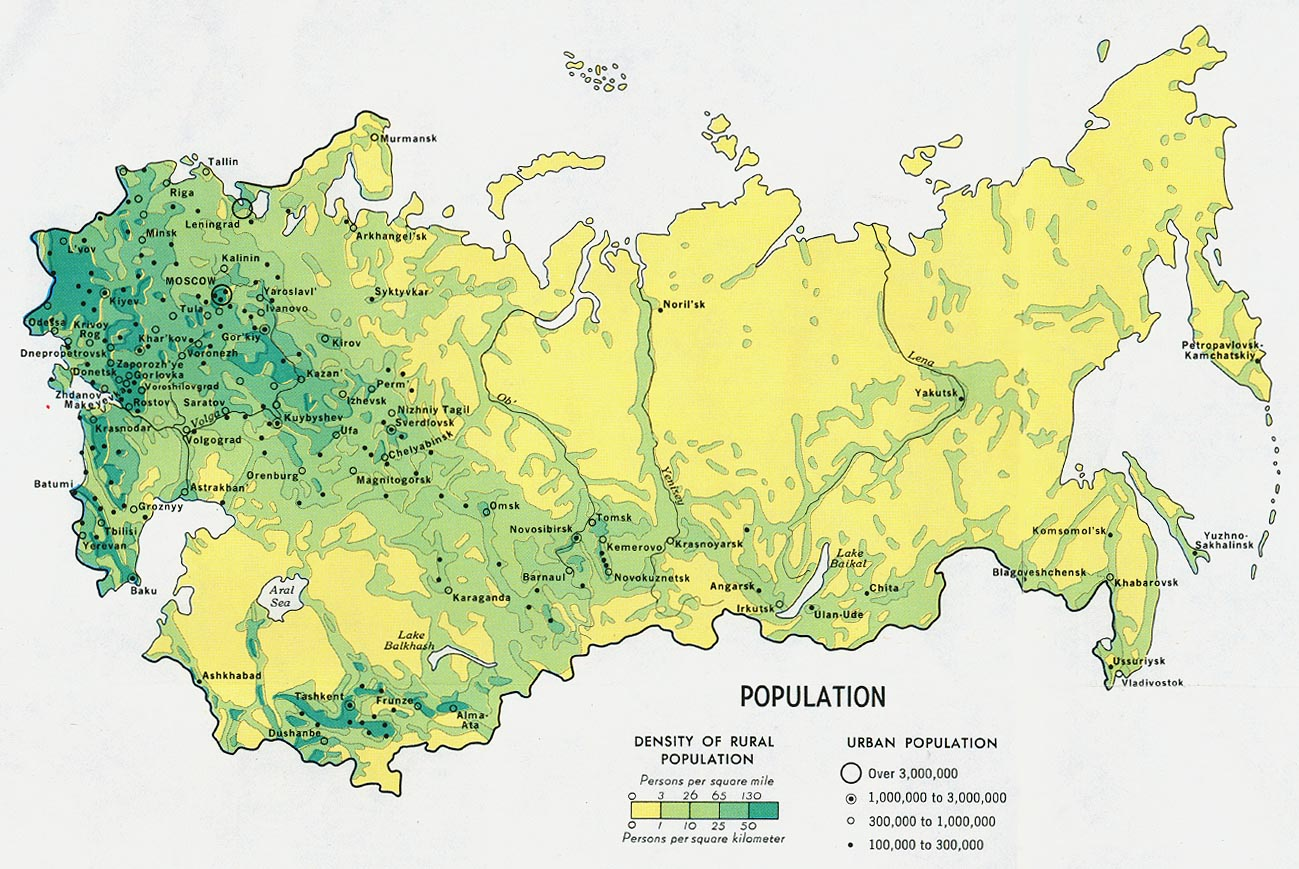
A Szovjetunió népsűrűségi térképe 1974-ben

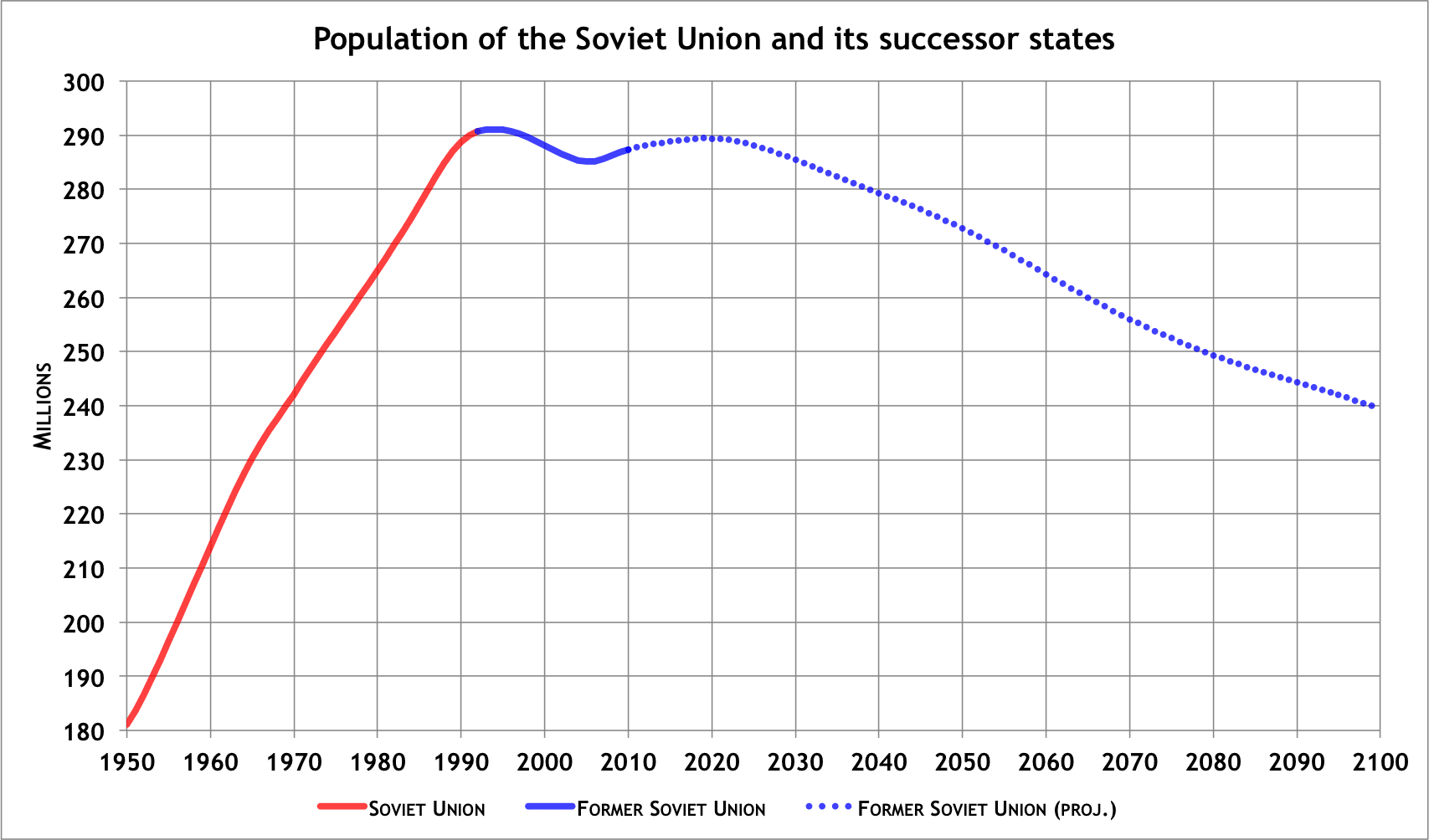
A Szovjetunió (piros vonal) és utódállamai (kék) népességének változása millió főben, 1950-től, illetve az előrejelzések 2100-ig

A Szovjetunió lakossága 1926-ban 148 millió fő volt. A népességszám folyamatosan növekedett, és 1941-re elérte a 196 milliót, azonban a II. világháború embervesztesége hatalmas méreteket öltött. A katonai és civil áldozatokat is egybevéve mintegy 27 millió körül becsülik az áldozatok számát. Mindezek ellenére a győztesek oldalán fejezték be a háborút, és a balti államok, Besszarábia, az egykori Königsberg és Kárpátalja bekebelezésével pedig további nemzetiségek kerültek a Szovjetunió fennhatósága alá. Nemzetiségi, etnikai, vallási és kulturális szempontból amúgy is rendkívül heterogén országnak számított, mivel maga az állam is 15 tagköztársaságból állt. Területén legalább 120 különböző nyelvet és legalább ekkora számú népcsoportot tartottak nyilván. Minden egyes tagköztársaságban a helyi nemzetiség jelentette a népességen belüli többséget. Egyedül a nagyvárosokban fordult elő, hogy egymás mellett éltek a különböző nemzetiségek és etnikumok, míg a falvakban többnyire csak a helyi nemzetiség volt jelen. Az ország gerincét jelentő népcsoport az oroszoké volt, ők alkották a lakosságnak nagyjából a felét, és az ország hivatalos nyelve is az orosz volt. A Szovjetunióban 1959-ben a népességszámot 208 millió főben határozták meg.
| köztársaság neve     | terület , ezer km² | népesség , millió fő ( 1966-ban ) | népesség , millió fő ( 1989-ben ) | városok | adm. központ    |
| -------------------- | ------------------ | --------------------------------- | --------------------------------- | ------- | --------------- |
| Oroszországi SZSZSZK | 17,075.4           | 126,5                             | 147,4                             | 932     | Moszkva         |
| Ukrán SZSZK          | 603.7              | 45,5                              | 51,7                              | 370     | Kijev           |
| Fehérorosz SZSZK     | 207.6              | 8,6                               | 10,2                              | 74      | Minszk          |
| Üzbég SZSZK          | 449,6              | 10,6                              | 19,9                              | 37      | Taskent         |
| Kazah SZSZK          | 2715.1             | 12,1                              | 16,5                              | 62      | Alma-Ata        |
| Grúz SZSZK           | 69.7               | 4,5                               | 5,4                               | 45      | Tbiliszi        |
| Azerbajdzsán SZSZK   | 86.6               | 4,7                               | 7,0                               | 45      | Baku            |
| Litván SZSZK         | 65.2               | 3,0                               | 3,7                               | 91      | Vilnius         |
| Moldvai SZSZK        | 33.7               | 3,4                               | 4,3                               | 20      | Kisinyov        |
| Lett SZSZK           | 63.7               | 2,3                               | 2,7                               | 54      | Riga            |
| Kirgiz SZSZK         | 198,5              | 2,6                               | 4,3                               | 15      | Frunze (Biskek) |
| Tádzsik SZSZK        | 143.1              | 2,6                               | 5,1                               | 17      | Dusanbe         |
| Örmény SZSZK         | 29.8               | 2,2                               | 3,3                               | 23      | Jereván         |
| Türkmén SZSZK        | 488.1              | 1,9                               | 3,5                               | 14      | Ashgabat        |
| Észt SZSZK           | 45.1               | 1,1                               | 1,6                               | 33      | Tallinn         |
| Szovjetunió összesen | 22 402,2           | 231,8                             | 286,7                             | 1832    | Moszkva         |

A népessége 1989-ben már meghaladta a 286 millió főt, amivel a Kínai Népköztársaság és India után a világ harmadik legnépesebb országának számított.

### Etnikumok

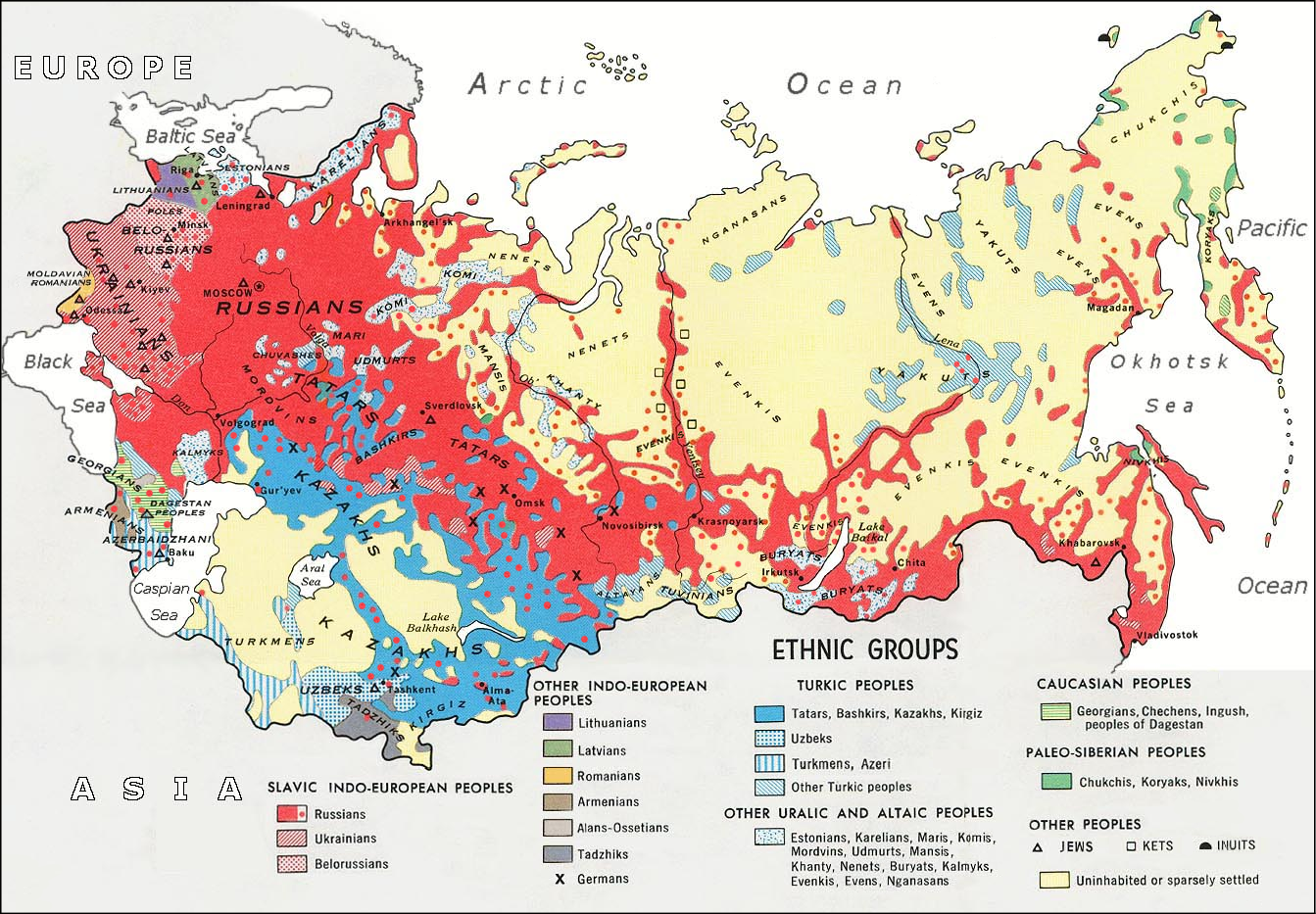
A Szovjetunió etnikai térképe az 1970-es években

A Szovjetunió etnikumainak megoszlása kördiagramon jelölve

A Szovjetunió etnikai összetétele az 1989-es népszámlálás alapján (a több mint 1 millió fős etnikumokkal):
| #   | etnikumok  | számuk                     | arányuk  |
| --- | ---------- | -------------------------- | -------- |
| 1.  | oroszok    | 145 millió 155 ezer 489 fő | (50,8%)  |
| 2.  | ukránok    | 44 millió 186 ezer 006 fő  | (15,46%) |
| 3.  | üzbégek    | 16 millió 697 ezer 825 fő  | (5,84%)  |
| 4.  | belaruszok | 10 millió 036 ezer 251 fő  | (3,51%)  |
| 5.  | kazahok    | 8 millió 135 ezer 818 fő   | (2,85%)  |
| 6.  | azeriek    | 6 millió 770 ezer 403 fő   | (2,37%)  |
| 7.  | tatárok    | 6 millió 648 ezer 760 fő   | (2,33%)  |
| 8.  | örmények   | 4 millió 623 ezer 232 fő   | (1,62%)  |
| 9.  | tádzsikok  | 4 millió 215 ezer 372 fő   | (1,48%)  |
| 10. | grúzok     | 3 millió 981 ezer 045 fő   | (1,39%)  |
| 11. | moldávok   | 3 millió 352 ezer 352 fő   | (1,17%)  |
| 12. | litvánok   | 3 millió 067 ezer 390 fő   | (1,07%)  |
| 13. | türkmének  | 2 millió 728 ezer 965 fő   | (0,96%)  |
| 14. | kirgizek   | 2 millió 528 ezer 946 fő   | (0,89%)  |
| 15. | németek    | 2 millió 038 ezer 603 fő   | (0,71%)  |
| 16. | csuvasok   | 1 millió 842 ezer 347 fő   | (0,64%)  |
| 17. | lettek     | 1 millió 458 ezer 986 fő   | (0,51%)  |
| 18. | baskírok   | 1 millió 449 ezer 157 fő   | (0,51%)  |
| 19. | zsidók     | 1 millió 378 ezer 344 fő   | (0,48%)  |
| 20. | mordvinok  | 1 millió 153 ezer 987 fő   | (0,4%)   |
| 21. | lengyelek  | 1 millió 126 ezer 334 fő   | (0,39%)  |
| 22. | észtek     | 1 millió 026 ezer 649 fő   | (0,36%)  |

1991-ben a Szovjetunió szétesett, és a legnagyobb utódállamának számító Oroszországban a különböző etnikumok száma továbbra is jelentős. A Szovjetunió felbomlása egyben azt is jelentette, hogy az oroszok váltak Európa legnagyobb számú nemzetiségi kisebbségévé. Nagyjából 25 millió orosz származású került Oroszország határain kívülre.

### Vallás

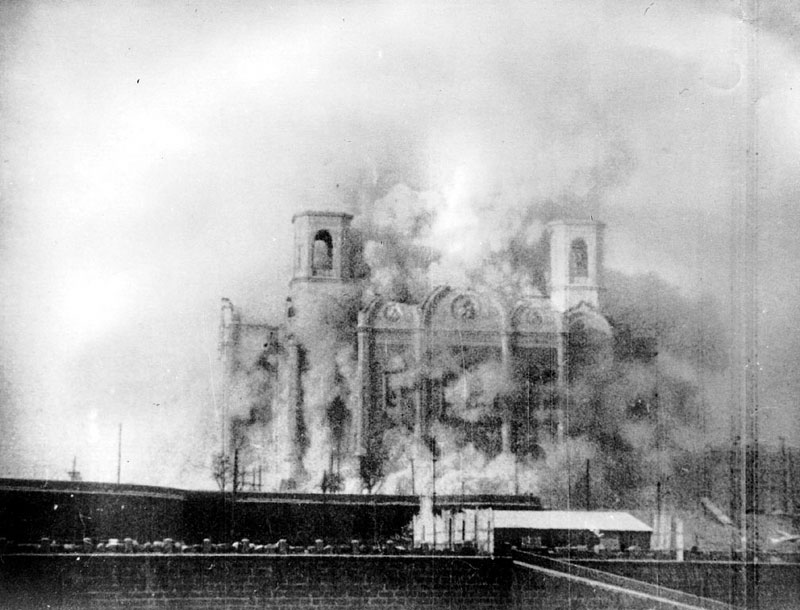
A Megváltó Krisztus-székesegyház felrobbantása (1931)

A Szovjetunió állami doktrínája ateista volt. Az ateista nevelést a kommunista társadalom felépítésének szerves részének tekintették. Lenin az ateizmus propagandáját a kapitalizmus megdöntésére és egy új, szocialista társadalom felépítésére irányuló tevékenység egyik láncszemeként vette fel.
Az ateista világnézetet párt- és állami intézmények támogatták és hirdették; a marxista „tudományos ateizmust” egyetemeken oktatták. Ez a tudományos ateizmus kritikusan elemezte a vallást és materialista nézőpontból feltételezte annak filozófiai, természettudományos és történelmi kudarcát.
A vallásgyakorlást átmenetileg betiltották vagy kiterjedt állami korlátozásoknak vetették alá, pl. a vallásos énekek nyilvános éneklését tiltó törvények születtek.
A SZU első évtizedeiben sok ortodox templomot megsemmisítettek, köztük a moszkvai Megváltó Krisztus-székesegyházat, a moszkvai Kremlben több 14. századi kolostort és több tucat templomot országszerte.
1920 körül az Orosz SZSZKSZ lakosságának körülbelül 90%-a még az orosz ortodox egyházhoz tartozott; 1940-re ez a szám 30% alá esett. 
Sok hívőt megtorlás ért, megfélemlítették vagy Szibériába száműzték őket. Valójában az egyházakat a régi rend képviselőinek, híveiket pedig ellenforradalmároknak tekintették. Ennek eredményeként tömegesen végezték ki az orosz ortodox egyház papjait.
Ugyanakkor a vallási élet teljes felszámolása és a vallás hivatalos tilalma soha nem történt meg.
1943-ban helyreállították a patriarchátust, és ekkor Szergiusz lett a pátriárka a szovjet kormány védnöksége alatt. Ettől kezdve minden legális vallási tevékenység a kormányzati szerv közvetlen irányítása alatt állt. Később az állam és a vallási szervezetek közötti kapcsolatok újabb jelentős lehűlése következett be, és sok templomot bezárattak.
Még Gorbacsov kormányzásának első éveiben (1985–1987) is hűvös volt a valláshoz való hozzáállás. Az 1986. évi Taskentben tett látogatása során határozott harcra szólított fel a vallásosság megnyilvánulásai ellen. Végül az orosz ortodox egyház rehabilitációja a peresztrojka éveiben történt meg, amikor 1988-ban állami szinten megünnepelték Oroszország megkeresztelésének milleniumát.

## Gazdaság
| > 5,000 DM 2,500 – 5,000 DM 1,000 – 2,500 DM | 500 – 1,000 DM 250 – 500 DM < 250 DM |

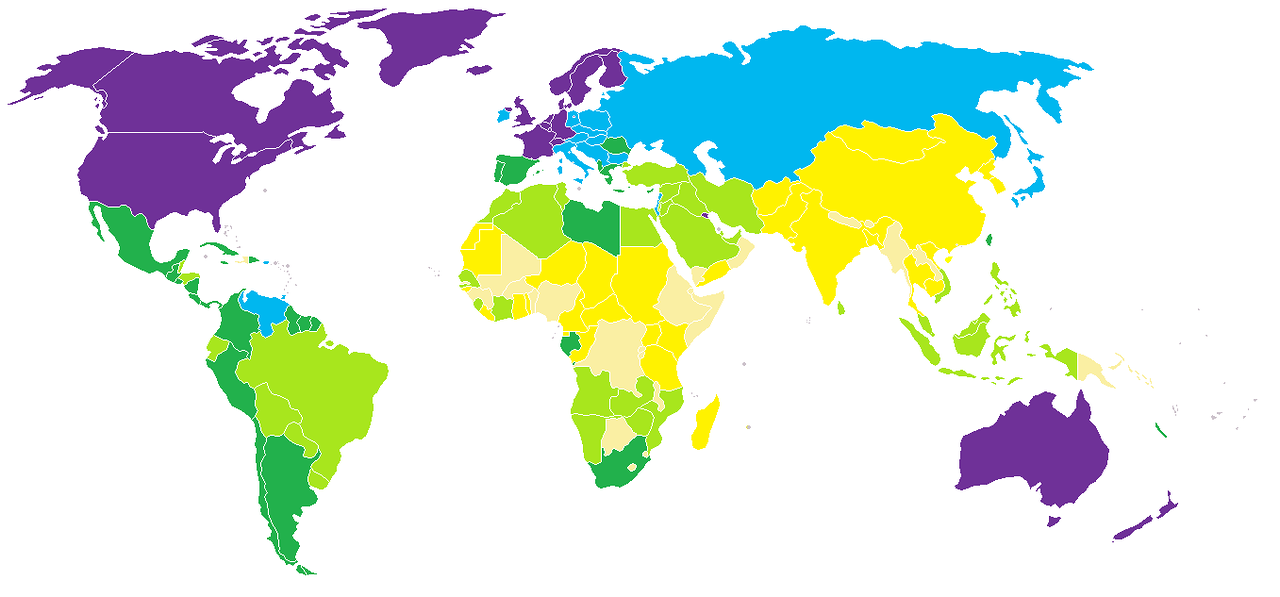
A Szovjetunió és a Föld országai az 1965-ös GDP per fő (nominális) alapján, 1971-es nyugatnémet tankönyvi ábra szerint (német márkában)

Felbomlása előtt a Szovjetunió rendelkezett a világ legnagyobb központilag irányított gazdaságával. Az 1917-es októberi forradalom után a fejletlen paraszti társadalmú ország a világ második legnagyobb gazdasági hatalmává nőtte ki magát. 
Az 1940-es évek elejére a szovjet gazdaság viszonylag önellátóvá vált; a KGST létrejöttéig tartó időszak nagy részében viszont a hazai termékeknek csak elenyésző részét exportálták. A keleti blokk létrehozása után a külkereskedelem gyorsan emelkedett.
A szovjet statisztikák szerint az 5,5% világpiaci részesedés 1913 és 1980 között 20%-ra nőtt, bár a teljes, tervgazdálkodásos keleti blokk gazdasági teljesítménye a szabadpiac teljes hiánya miatt nagy tévedési valószínűséggel becsülhető csak.
A Szovjetunió tervgazdálkodást fogadott el, amelynek során az áruk előállítását és forgalmazását a kormány központosította és irányította. 1928-tól kezdve a gazdaságának menetét ötéves tervek sorozata irányította. Az 1950-es évekre a korábbi agrártársadalomból jelentős ipari hatalommá vált. Gazdaságának egyik legnagyobb erőssége az óriási olaj- és földgázvagyon volt. 1954-ben üzembe helyezték a világ első ipari (5000 kW teljesítményű) atomerőművét is (→ Obnyinszki atomerőmű). Úttörő volt az atommeghajtású jégtörő hajók gyártásában, megalkotva a világ első atommeghajtású jégtörőjét ("Lenin", 1957)
A hidegháború éveiben a gazdasága az USA után a világon a második legnagyobb lett, egészen 1988-ig, amikor Japán nominális GDP-je lett a második legnagyobb.
Az 1960-as évekre a gazdasága első lett a világon a következők tekintetében: szénbányászat, vasércbányászat, koksz- és cementgyártás, dízelmozdonyok gyártása, fűrészáru, gyapjúszövet, kristálycukor gyártása stb., és a világon a 2. helyre került az összes ipari termék gyártása, a villamos energia, kőolaj- és földgázkitermelés, acél- és vasgyártás, vegyi termékek, pamutszövetek stb. gyártásában.
A gazdasági rendszer alacsony hatékonysága, az energiaáraktól való erős függés, a fegyverkezési versenyre fordított jelentős kiadások, a hatalmas áruhiány, az etnikai konfliktusok és egyéb problémák miatt az 1980-as évek második felében a Szovjetunióban gazdasági és politikai válság alakult ki. A szovjet rendszer megreformálására tett kísérletek (demokratizálás, piacgazdaságra és többpártrendszerre való átállás) nem segítették a felgyülemlett problémák megoldását. Mindezen események következményei a Szovjetunió összeomlásához vezettek.

## Kultúra

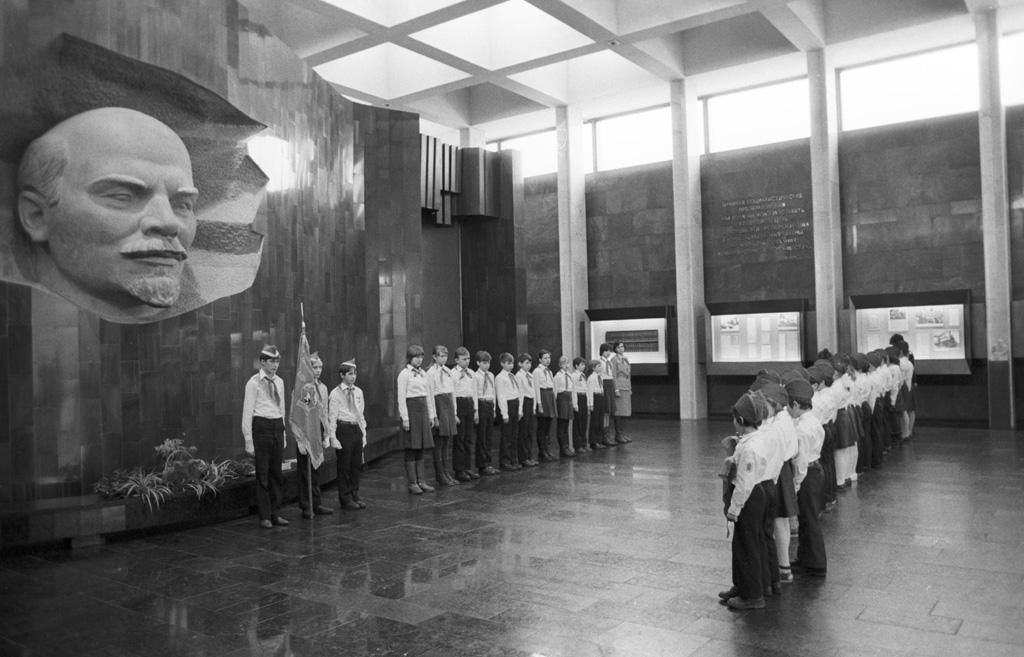
Általános iskolás gyerekek úttörővé avatása

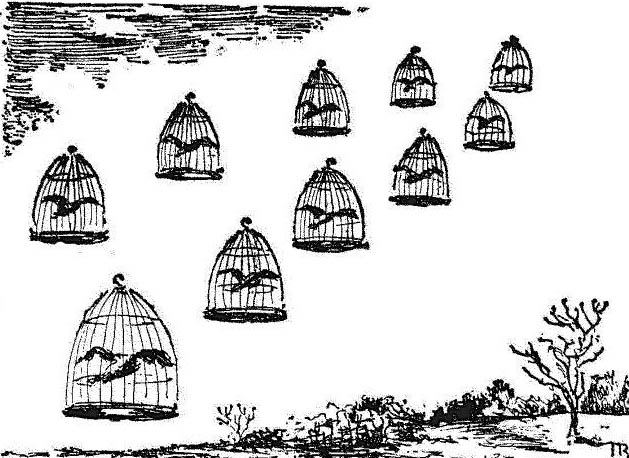
Vitalij Peszkov (1944–2002): Karikatúra a szovjet „szabad” életről (1970-es évek)

A Szovjetunió kultúrája sok változáson ment keresztül az ország 70 éves fennállása alatt. Az 1917-es októberi forradalom utáni első 11 évben (1918–1929) relatív szabadság állt fenn, a művészek számos művészeti ággal kísérleteztek, hogy megtalálják az igazi szovjet művészeti irányzatot. Lenin azt akarta, hogy a művészet az egyszerű ember számára is elérhető legyen.
Sztálin uralma alatt a szovjet kultúrát a kormány által rákényszerített szocialista realizmus térnyerése és uralma jellemezte, minden más irányzatot súlyosan visszaszorítottak, ritka kivételekkel. Sok írót bebörtönöztek és meggyilkoltak.
A Szovjetunióban minden médiumot az állam irányított, beleértve a televízió- és rádióműsorokat, az újság-, folyóirat- és könyvkiadást is. Cenzúrát alkalmaztak azokban az esetekben, amikor az anyagok nem feleltek meg a szovjet vezetés tetszésének.
Az 1950-es évek végén és az 1960-as évek elején a hruscsovi olvadás után a cenzúra engedett a szorításán. A művészetekben kezdték megengedni a kísérletezést. Az építészetben a fő irányzat a modernizmus lett, amely felváltotta a korábbi konstruktivizmust és a monumentális sztálinista építészetet.
Az 1970-es években megengedhetővé vált a művészeti formákban való nagyobb kísérletezés, aminek következtében enyhébb kritikus alkotások is születtek. Fellazultak a szocialista realizmus korlátai; így például Jurij Trifonov szerző regényeinek számos főszereplője inkább a mindennapi élet problémáival foglalkozott, semmint a szocializmus építésével.
A zenében, bár az állam továbbra is rossz szemmel nézte az olyan nyugati jelenségeket, mint a dzsessz és a rock, elkezdte megengedni az ezekre a műfajokra specializálódott nyugati zenei együttesek korlátozott megjelenését.
A késő Szovjetunióban a szovjet populáris kultúrát az amerikai populáris kultúra iránti elragadtatás jellemezte, amit a kék farmer őrület is jól szemléltet.
Az 1980-as évek második felében Gorbacsov peresztrojka és glasznoszty politikája jelentősen kiterjesztette az egész országban a véleménynyilvánítás szabadságát a médiában.

## A Szovjetunió tagköztársaságai és területe

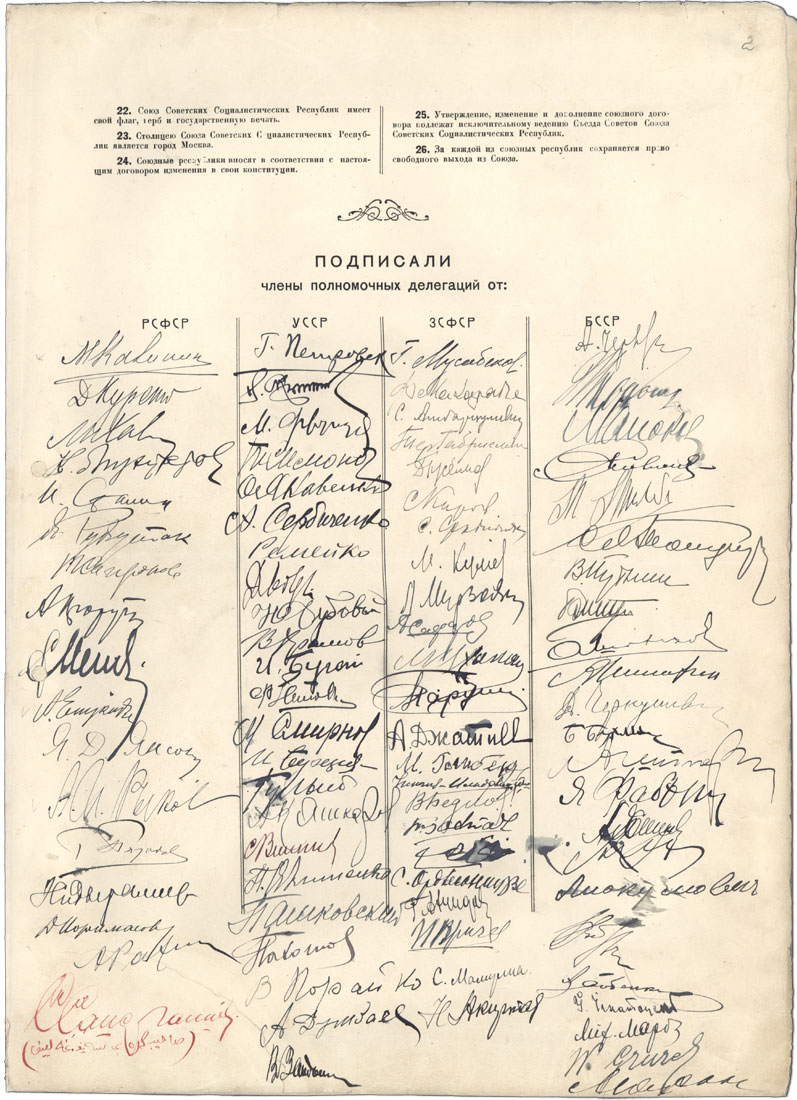
Aláírásokkal ellátott nyilatkozat és szerződés a Szovjetunió létrehozásáról. (1922. december 29.)

A Szovjetuniót 1922-ben négy szovjetköztársaság hozta létre, melyek az Orosz Birodalom területén alakultak meg annak 1917-es megszűnése után, és mindegyikük az Oroszországi Kommunista (bolsevik) Párt vagy az ennek befolyása alatt álló helyi kommunista párt irányítása alatt állt. A négy alapító állam az Oroszországi Szovjet Szövetségi Szocialista Köztársaság (OSZSZSZK), az Ukrán Szovjet Szocialista Köztársaság, a Belorusz Szovjet Szocialista Köztársaság és a Kaukázusontúli Szovjet Szövetségi Szocialista Köztársaság (KSZSZSZK) volt.
Az OSZSZSZK-hoz számos autonóm köztársaság, autonóm terület és nemzetiségi körzet tartozott, a KSZSZSZK pedig három köztársaságból (Azerbajdzsáni, Grúz és Örmény) állt, melyekhez több autonóm köztársaság és autonóm terület is tartozott. A négy köztársaságon kívül különleges kapcsolat fűzte a Szovjetunióhoz a Közép-Ázsiában fekvő Buharai és Hivai Népi Szovjetköztársaságot, melyek az Orosz Birodalom vazallus államaiból jöttek létre 1920-ban.
1922. november 15-én a Távol-keleti Köztársaság csatlakozott Szovjet-Oroszországhoz.
1924-ben teljesen átszervezték a közép-ázsiai területek köztársasági felosztását. Megszüntették a két népi szovjetköztársaságot és az Oroszországhoz tartozó Turkesztáni Autonóm Szovjet Szocialista Köztársaságot, és helyükön a nemzetiségi elvnek megfelelően létrehozták a Türkmén SZSZK-t és az Üzbég SZSZK-t, valamint a kisebb nemzetiségek számára több autonóm köztársaságot és autonóm területet szerveztek.
1926-ban csatolták a Szovjetunióhoz a Ferenc József-földet.
Az 1924-ben szervezett autonóm köztársaságok egyikének átalakulásával jött létre 1929-ben a Tádzsik SZSZK, amivel a köztársaságok száma hétre emelkedett.
A sztálini hatalomátvétel befejezéséhez kapcsolódott a Szovjetunió második alkotmányának megalkotása 1936-ban, ami egyúttal a köztársaságok számának további növekedését is hozta. Egyrészt az Oroszországhoz tartozó közép-ázsiai autonóm köztársaságok közül újabb kettőből alakult önálló köztársaság (Kazah SZSZK és Kirgiz SZSZK), másrészt megszűnt a KSZSZSZK, és az ezt alkotó három köztársaság szintén önállóvá vált és közvetlenül lett tagja a Szovjetuniónak. Ezen átszervezések következtében a Szovjetuniónak 1936-tól már 11 tagköztársasága volt.
1940-ben öt újabb köztársaság alakult, de ezek már nem – illetve nem kizárólag – a meglévő területek újrafelosztásával, hanem a második világháború kezdetén a Molotov–Ribbentrop-paktum következtében megszerzett új területeken jöttek létre. Az Észt, a Lett és a Litván SZSZK-t a megszállt balti köztársaságokból hozták létre, a Moldáv SZSZK-t a Romániától megszerzett Besszarábiával kiegészített, addig Ukrajnához tartozott Moldáv ASZSZK-ból, a Karél-Finn SZSZK-t pedig a Finnországtól megszerzett területek egy részének az addig Oroszországhoz tartozott Karél ASZSZK-val való egyesítésével. A Szovjetunió tehát 1940-től 16 köztársaságból állt.
1944-ben az Oroszországi SZSZSZK-hoz csatolták a Szovjetunió által bekebelezett Tuvát.
A második világháború végén a Szovjetunió katonai erővel visszavette Szahalin déli részét és a Kuril-szigeteket, de Japán fenntartja követelését a négy legdélebbi szigetre, Kunasirira, Itoropura, Sikotanra és a Habomai sziklákra, ezeket együttesen „északi területeknek” nevezik. Ezen területi követelések miatt nem került sor békeszerződésre a két ország között.
1945. június 29-én a Szovjetunióhoz csatolták Kárpátalját.
Az 1947-es párizsi békeszerződés a Szovjetuniónak juttatta a Kígyó-szigetet.
1956-ban a Karél-Finn SZSZK-t ismét beolvasztották az OSZSZSZK-ba Karél ASZSZK-ként, így végül a Szovjetuniót 1956 és 1991 között 15 köztársaság alkotta.

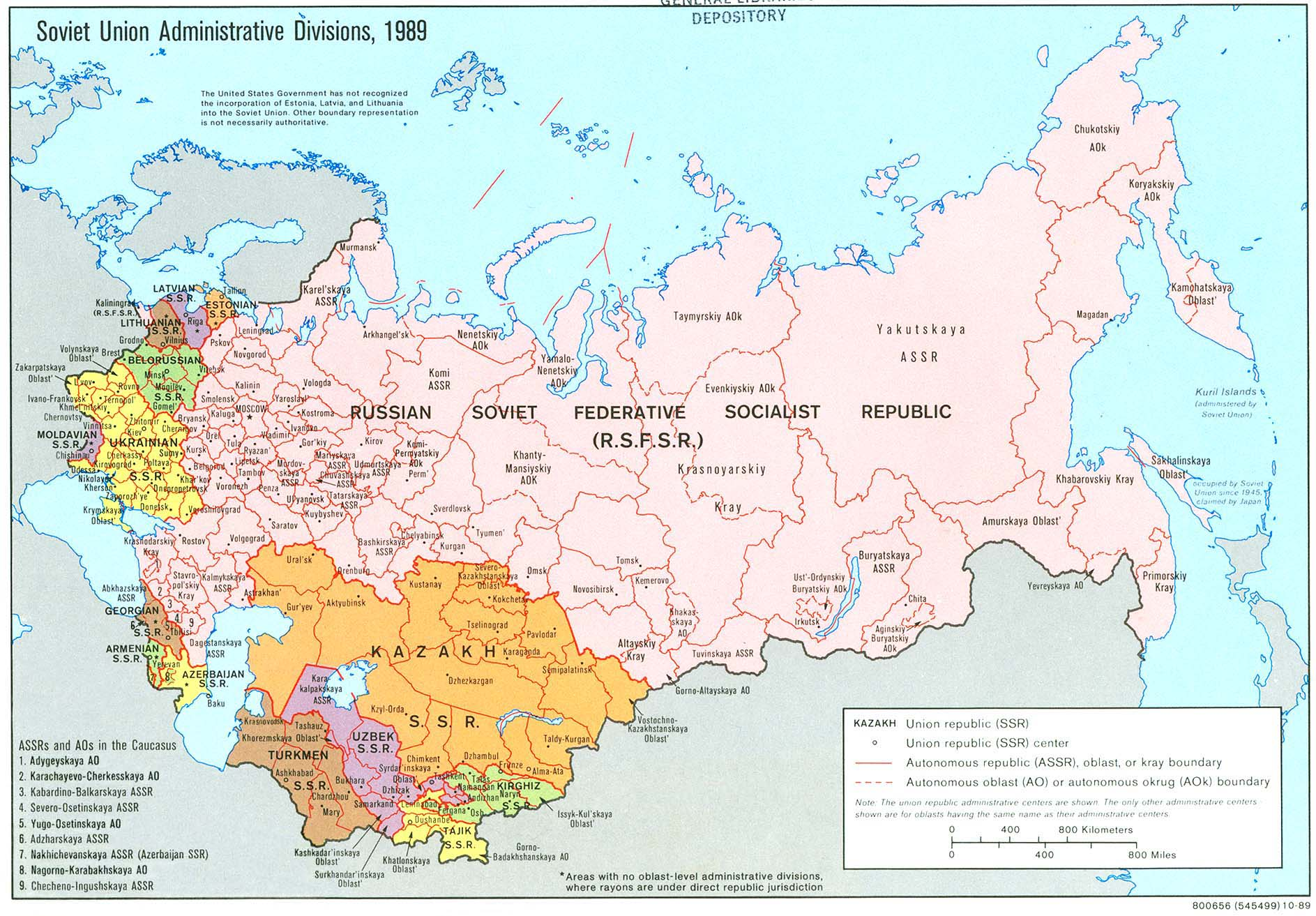
A Szovjetunió közigazgatási felosztása 1989-ben. A köztársaságokat a színezés különbözteti meg

Összefoglalva, a Szovjetunió köztársaságai 1922 és 1991 között az alábbiak voltak:
1. Oroszországi SZSZSZK
2. Ukrán SZSZK
3. Belorusz SZSZK
4. Kaukázusontúli SZSZSZK (1936-ig)
5. Türkmén SZSZK (1924-től)
6. Üzbég SZSZK (1924-től)
7. Tádzsik SZSZK (1929-től)
8. Azerbajdzsáni SZSZK (1936-tól)
9. Grúz SZSZK (1936-tól)
10. Örmény SZSZK (1936-tól)
11. Kazah SZSZK (1936-tól)
12. Kirgiz SZSZK (1936-tól)
13. Észt SZSZK (1940-től)
14. Lett SZSZK (1940-től)
15. Litván SZSZK (1940-től)
16. Moldáv SZSZK (1940-től)
17. Karél-Finn SZSZK (1940–1956)

## A Szovjetunió utódállamai
A Szovjetunió 15 köztársasága a Szovjetunió megszűnésének évében korábbi határait megtartva vált önálló állammá. Szoros értelemben Észtországot, Lettországot és Litvániát nem tekintik a Szovjetunió utódállamainak, ugyanis ezek még a Szovjetunió felbomlása előtt kiléptek az államszövetségből, illetve hivatalos álláspontjuk szerint jogszerűen soha nem is csatlakoztak ahhoz, ráadásul napjainkban (más szovjet utódállammal ellentétben) tagjai a NATO-nak és az Európai Uniónak is.
| Tagköztársaság                                          | A Szovjetunió tagja | Mai országok     | GUS         | NATO | Európai Unió | EURASEC    | GUUAM     | háború a biztonságért | SCO  |
| ------------------------------------------------------- | ------------------- | ---------------- | ----------- | ---- | ------------ | ---------- | --------- | --------------------- | ---- |
| Azerbajdzsáni Szovjet Szocialista Köztársaság           | 1936–1991           | Azerbajdzsán     | 1991        | –    | –            | –          | 1997      | –                     | –    |
| Észt Szovjet Szocialista Köztársaság                    | 1940–1991           | Észtország       | –           | 2004 | 2004         | –          | –         | –                     | –    |
| Belorusz Szovjet Szocialista Köztársaság                | 1922–1991           | Fehéroroszország | 1991        | –    | –            | 2002       | –         |                       | –    |
| Grúz Szovjet Szocialista Köztársaság                    | 1936–1991           | Grúzia           | 1993        | –    | –            | –          | 1997      | –                     | –    |
| Kazah Szovjet Szocialista Köztársaság                   | 1936–1991           | Kazahsztán       | 1991        | –    | –            | 2002       | –         |                       | 1996 |
| Kirgiz Szovjet Szocialista Köztársaság                  | 1936–1991           | Kirgizisztán     | 1991        | –    | –            | 2002       | –         |                       | 1996 |
| Lett Szovjet Szocialista Köztársaság                    | 1940–1991           | Lettország       | –           | 2004 | 2004         | –          | –         | –                     | –    |
| Litván Szovjet Szocialista Köztársaság                  | 1940–1991           | Litvánia         | –           | 2004 | 2004         | –          | –         | –                     | –    |
| Moldáv Szovjet Szocialista Köztársaság                  | 1940–1991           | Moldova          | 1991        | –    | –            | megfigyelő | 1997      | –                     | –    |
| Örmény Szovjet Szocialista Köztársaság                  | 1936–1991           | Örményország     | 1991        | –    | –            | Megfigyelő | –         |                       | –    |
| Oroszországi Szovjet Szövetségi Szocialista Köztársaság | 1922–1991           | Oroszország      | 1991        | –    | –            | 2002       | –         |                       | 1996 |
| Tádzsik Szovjet Szocialista Köztársaság                 | 1929–1991           | Tádzsikisztán    | 1991        | –    | –            | 2002       | –         |                       | 1996 |
| Türkmén Szovjet Szocialista Köztársaság                 | 1925–1991           | Türkmenisztán    | 1991 – 2005 | –    | –            | –          | –         | –                     | –    |
| Ukrán Szovjet Szocialista Köztársaság                   | 1922–1991           | Ukrajna          | 1991        | –    | –            | megfigyelő | 1997      | –                     | –    |
| Üzbég Szovjet Szocialista Köztársaság                   | 1925–1991           | Üzbegisztán      | 1991        | –    | –            | –          | 1999–2005 | –                     | 2001 |

### El nem ismert államok a volt Szovjetunió területén
- Abházia – Nemzetközi jogilag Grúzia autonóm tartománya, ténylegesen pedig független állam, Oroszország támogatásával.
- Dél-Oszétia – Nemzetközi jogilag Grúzia autonóm tartománya, ténylegesen pedig független állam, Oroszország támogatásával.
- Hegyi-Karabah – nemzetközi jogilag Azerbajdzsán autonóm tartománya, ténylegesen pedig független állam, Örményország támogatásával.
- Dnyeszter Menti Köztársaság – Nemzetközi jogilag Moldova autonóm köztársasága, ténylegesen pedig független állam, Oroszország támogatásával.
- Ukrajna területén létrejött Donyecki Népköztársaság és Luganszki Népköztársaság

## Közlekedés

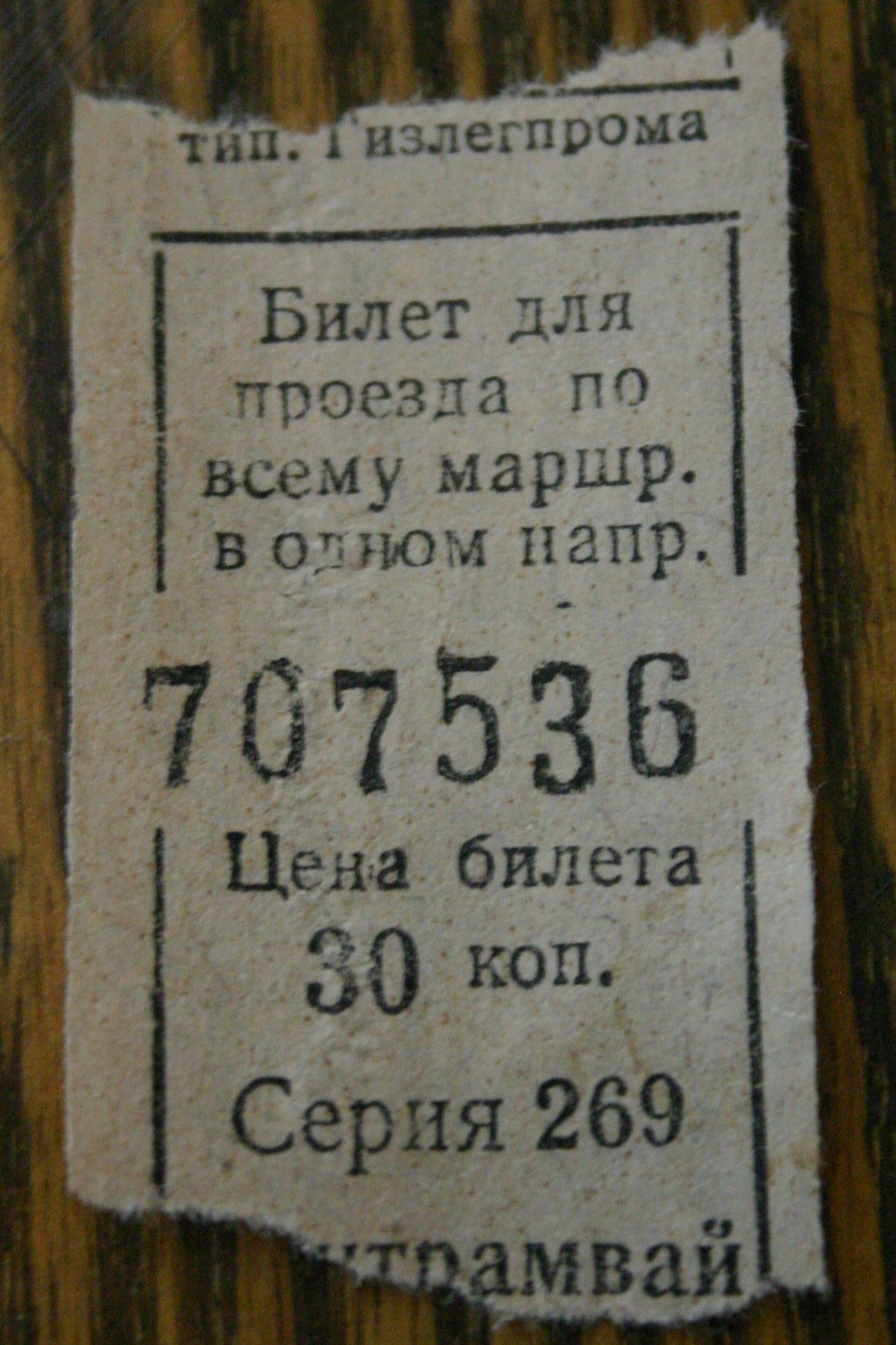
Leningrádi villamosjegy (1961)

A nagy távolságok miatt kb. 500 repülőtérrel a polgári repülés egyik nagy résztvevője volt. A nem megfelelő karbantartás miatt azonban a szovjet polgári légi és vízi közlekedés nagy része elavult és technológiailag elmaradott volt a fejlett országokhoz képest. 
Vasúthálózata széles nyomtávú, az első világhoz képest fejlett volt. A szovjet vasúti rendszer 1965 és 1980 között évi 639 km-rel nőtt, miközben az első világ országaiban a vasúti közlekedés vagy csökkent vagy stagnált. A Szovjetunió vasúti közlekedésének folyamatos fejlesztése azzal magyarázható, hogy az országnak a fejlődéshez ki kellett termelnie a természeti erőforrásait, amelyek többsége Szibériához közel vagy Szibériában volt megtalálható. A vasutak hatékonysága az idő múlásával javult, és az 1980-as évekre számos teljesítménymutatója meghaladta az Egyesült Államokét. Az 1980-as évekre a szovjet vasutak a világ legintenzívebben használt vonalaivá váltak. A legtöbb szovjet állampolgárnak nem volt magánautója, és ha volt is, az utak rossz állapota miatt nehéz volt nagyobb távolságokat megtenni.
Az utcahálózat és az autóipar fejletlen maradt, a nagyvárosokon kívül a földutak gyakoriak voltak. A szovjet karbantartási projektek képtelenek voltak ellátni azt a kevés utat is, amely kiépült. Az 1980-as évek elejére-közepére a hatóságok új utak építésének elrendelésével próbálták megoldani a problémát. Eközben az autóipar gyorsabb ütemben növekedett, mint az útépítés.
A fejletlen úthálózat és autóipar a tömegközlekedés iránti kereslet növekedéséhez vezetett.
Autóbusz-, villamos- és trolibuszhálózata a világon egyedülálló volt. 13 nagyvárosban működött metró.

## Média

### Újságok

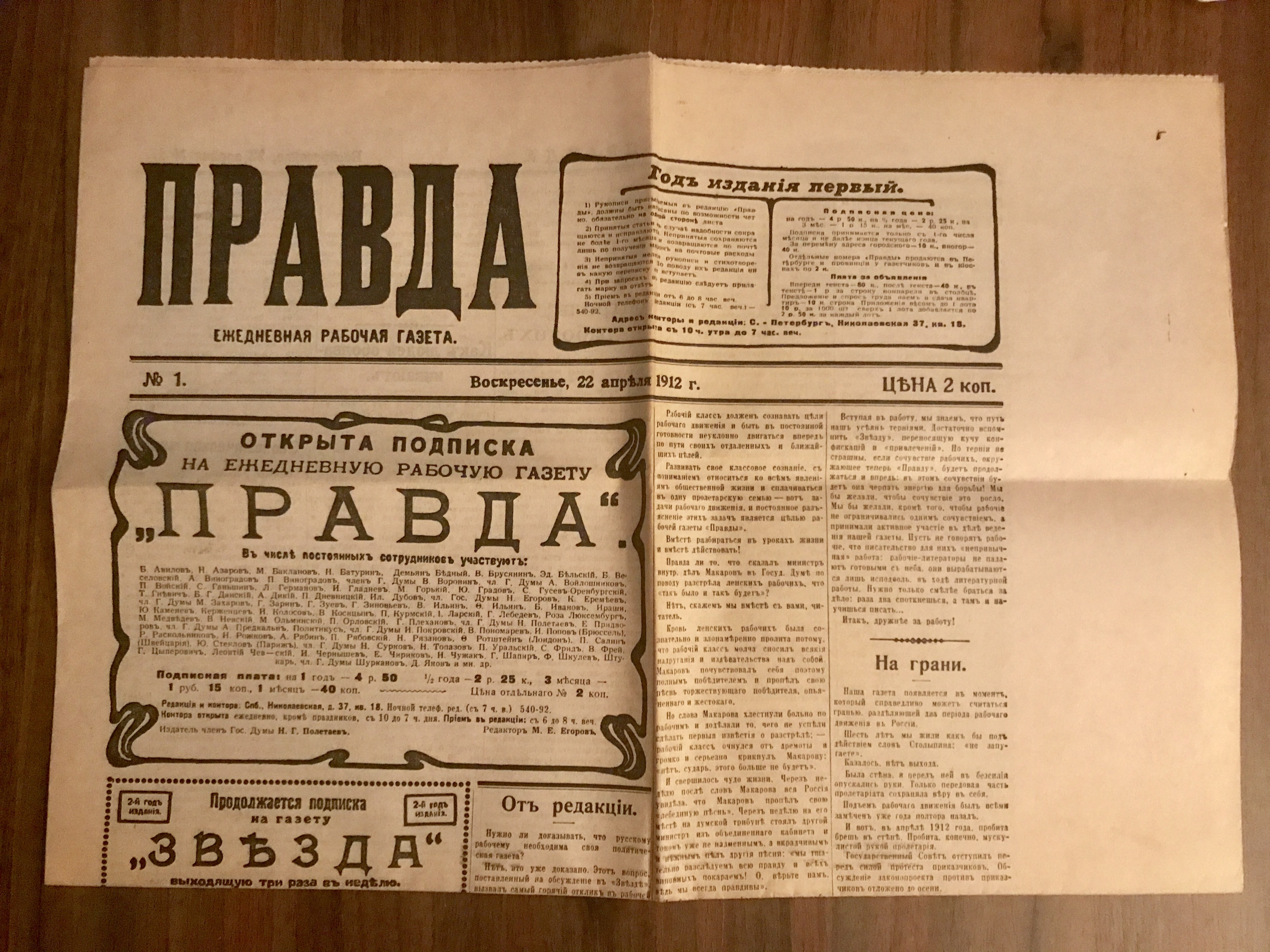
A Pravda első számát 1912. május 5-én adták ki

- Argumenti i Fakti
- Bakinszkij Rabocsij
- Donyeckij Proletarij
- Izvesztyija
- Krasznaja Zvezda
- Moszkovszkij Komszomolec
- Pravda
- Rabocsaja Gazeta
- Rabocsij
- Rabocsij i Szoldat
- Trud

## Sportélete

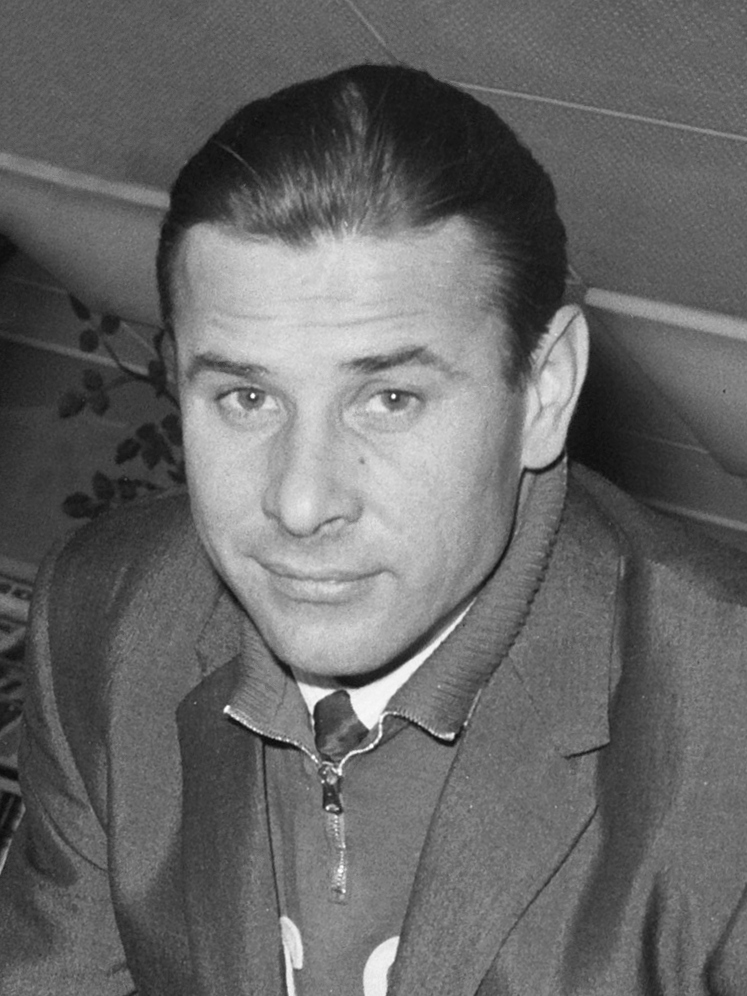
Lev Jasin

A Szovjet Olimpiai Bizottságot 1951. április 21-én alapították, és rögtön a Nemzetközi Olimpiai Bizottság tagjai lettek. A Helsinkiben rendezett 1952. évi nyári olimpiai játékokon szerepeltek először sportolók szovjet színekben. Az 1980. évi játékoknak Moszkva adott otthon, ami arról maradt emlékezetes, hogy több ország – élén az Amerikai Egyesült Államokkal – a feszült politikai helyzet miatt nem vett részt rajta. Válaszul négy évvel később a Los Angelesben rendezett 1984. évi játékokat pedig a Szovjetunió és több szocialista állam is bojkottálta. A szovjet sportolók összesen 423 aranyérmet, 376 ezüstérmet és 355 bronzérmet szereztek az olimpiai játékokon. A legeredményesebb sportoló a kilencszeres olimpiai bajnok Larisza Latinyina, aki összesen 18 alkalommal állhatott a dobogóra az olimpiai játékokon.
A szovjet férfi jégkorong-válogatott 1954 és 1991 között néhány kivételtől eltekintve gyakorlatilag megnyerte az összes világbajnokságot és olimpiát, és fennállása során egyetlen olyan tornáról sem tért haza érem nélkül, amit a Nemzetközi Jégkorongszövetség (IIHF) szervezett. Vlagyiszlav Tretyjak háromszoros olimpiai és tízszeres világbajnok; a jégkorong történetének egyik legjobb kapusa. A Nemzetközi Jégkorongszövetség 100 éves évfordulóján megtartott szavazáson beválasztották a 100 év legjobb hat játékosa közé.
A szovjet férfi kosárlabda-válogatott tizennégyszer nyerte meg a nyári olimpiai játékok kosárlabda-tornáját, valamint kilencszeres világbajnok és tizennégyszeres Európa-bajnok. A szerzett érmek számát tekintve a Szovjetunió a kosárlabda történetének egyik legsikeresebb válogatottja.
A szovjet labdarúgó-válogatott világbajnokságon elért legjobb eredménye egy negyedik hely volt, amit az 1966-os világbajnokságon ért el. Az Európa-bajnokságokon sikeresebbek voltak. A legelső 1960-as tornát megnyerték, emellett három alkalommal (1964, 1972, 1988) végeztek a második helyen, egy alkalommal (1968) pedig negyedikek lettek. Az olimpiai játékokon kétszer nyertek aranyérmet (1956, 1988). Lev Jasin a labdarúgás történetének egyetlen aranylabdása, aki kapusként nyerte el a címet. Az 1975-ben aranylabdával díjazott Oleh Blohin a válogatottsági rekorder 112 mérkőzéssel és egyben a legeredményesebb játékos is 42 góllal. Rajtuk kívül még Ihor Bjelanov nyerte el a díjat 1986-ban.

## Ünnepek
| Dátum       | magyar neve                                           | orosz neve                                   | Megjegyzés |
| ----------- | ----------------------------------------------------- | -------------------------------------------- | --- |
| január 1.   | Újév                                                  | Новый Год                                    | A legnagyobb ünnep az évben az orosz hagyomány szerint |
| január 7.   | Karácsony                                             | Рождество                                    | ortodox karácsony (Julián naptár szerinti december 25.) |
| február 23. | A Szovjet Hadsereg és a Haditengerészeti Flotta napja | День Советской Армии и Военно-Морского Флота | Ezen a napon alakult 1918-ban a Vörös Hadsereg; munkanap |
| március 8.  | Nemzetközi nőnap                                      | Международный Женский День                   | – |
| április 12. | Az űrhajózás napja                                    | День Космонавтики                            | Ezen a napon tett Föld körüli utat 1961-ben Jurij Alexejevics Gagarin |
| május 1.    | A munkások szolidaritásának ünnepe                    | Первое Мая – День Солидарности Трудящихся    | a felvonulások napja |
| május 9.    | A győzelem napja                                      | День Победы                                  | 1945-ben ezen a napon lett vége Európában a második világháborúnak (a háborúnak május nyolcadikán lett vége, de az egyik kapitulációs okmányt május kilencedikén írták alá) |
| október 7.  | A Szovjetunió Alkotmányának napja                     | День Конституции СССР                        | – |
| november 7. | A Nagy Októberi Szocialista Forradalom napja          | Седьмое Ноября                               | A bolsevik forradalom ezen a napon volt 1917-ben |

## Öröksége
A Szovjetunió öröksége egyszerre jelent előrehaladást és súlyos társadalmi, gazdasági és politikai terheket. Míg az iparosítás, az űrkutatás és az oktatási reformok pozitív hatásúak voltak, addig az autoritarizmus, a politikai elnyomás és a nemzetiségi feszültségek máig meghatározzák az utódállamok belső viszonyait és külpolitikáját. Az orosz politika jelenleg is gyakran hivatkozik a Szovjetunió örökségére, mint nemzeti büszkeség forrására, miközben a társadalmak feldolgozzák a múlt traumáit.
A Szovjetunió a hidegháború során az Egyesült Államok fő ellenfelévé vált, meghatározva a világrendet és a nemzetközi politikát. A bipoláris világ máig befolyásolja a nemzetközi kapcsolatok dinamikáját. A szovjet dominancia alatt kialakult kelet-európai kommunista rendszerek helyét a rendszerváltások után új, demokratikus berendezkedések vették át, de ezek társadalmi, politikai és gazdasági átmenete hosszú távon is kihívást jelentett. A felbomlás után létrejött 15 független állam, amelyek közül több, mint Oroszország, Ukrajna és a balti országok, meghatározó szerepet játszanak a regionális és globális politikában.  
A szovjet állam az első, hosszú távon fennálló kommunista rendszer volt, amely világszerte inspirált szocialista és kommunista mozgalmakat. Azonban a rendszer bukása az ideológia iránti hit gyengüléséhez vezetett. Központosított politikai rendszerének öröksége sok utódállamban fennmaradt, különösen Oroszországban, ahol a hatalom koncentrációja továbbra is jellemző. A Szovjetunió autoriter rendszere, a sztálini tisztogatások, a gulag-táborok, valamint a politikai elnyomás emléke mély sebeket hagyott a társadalmakban.
A szovjet gazdasági rendszer központi tervezésen alapult, amely sok esetben merevnek és hatástalannak bizonyult. Az utódállamok közül soknak évtizedekig tartó gazdasági reformokra volt szüksége a piacgazdaság bevezetéséhez. Jelentős ipari fejlesztéseket hajtottak végre, amelyek alapvetően átalakították az ország gazdasági és társadalmi struktúráját. Az ország bukása után számos utódállam hosszú időn keresztül küzdött gazdasági visszaeséssel, egyenlőtlenséggel és korrupcióval.
A Szovjetunió elősegítette az urbanizációt és az oktatási rendszer fejlesztését, beleértve a tudományos és technológiai fejlődést. Az emberek széles körének hozzáférést biztosított az alapszintű oktatáshoz és egészségügyhöz. A szovjet ideológia hangsúlyozta a társadalmi egyenlőséget és a nők emancipációját, ami bizonyos mértékig megvalósult, de sokszor propaganda-elem maradt. A szovjet vezetés erőszakosan integrálta a különböző nemzetiségeket, ami hosszú távon súlyos etnikai és politikai konfliktusokat eredményezett (pl. Csecsenföld, Hegyi-Karabah, balti államok).

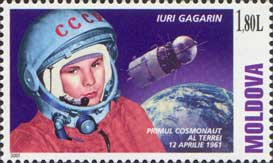
Jurij Gagarin egy 2001-ben kiadott moldáv bélyegen

A Szovjetunió űrkutatási programja kiemelkedő eredményeket ért el, mint a Szputnyik–1 műhold (1957) és Jurij Gagarin űrutazása (1961). Az űrversenyben elért sikerek máig az ország büszkeségei közé tartoznak. A szovjet időszak irodalmi, zenei és filmművészeti alkotásai jelentős hatást gyakoroltak, bár sok mű a politikai cenzúra keretei között született. A Szovjetunió a sport területén is világhatalom volt, az olimpiai játékokon és más nemzetközi versenyeken elért sikerei a propaganda fontos eszközévé váltak.
A Szovjetunió támogatta a dekolonizációs mozgalmakat és számos fejlődő ország szocialista rezsimjét, például Kubát, Vietnámot és Angolát. Ezek az országok máig emlékeznek a szovjet segítségre. A hidegháború alatt kialakult technológiai és katonai fejlesztések máig hatással vannak a globális fegyverkezési és biztonsági kérdésekre.